# Aviazione nella prima guerra mondiale
La guerra aerea ha giocato un ruolo importante nella prima guerra mondiale. La distinzione della guerra aerea come componente a sé del conflitto dipende dal fatto che questo periodo vide per la prima volta l'uso su vasta scala dell'aeroplano come strumento strategico e tattico. Per la prima volta, inoltre, emersero le specialità della ricognizione, della caccia e del bombardamento, per le quali furono costruiti aeroplani dedicati.

## Antefatti

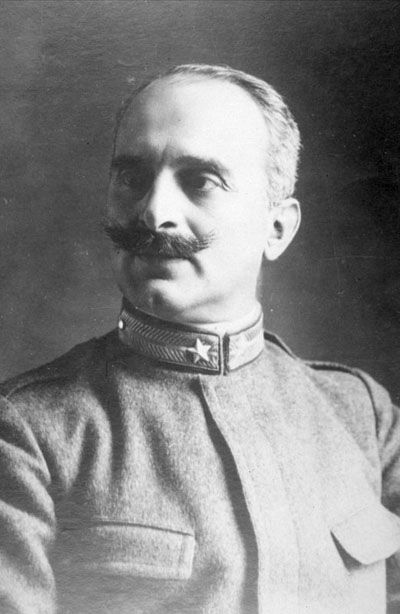
Il teorico della guerra aerea Giulio Douhet

Lo scoppio della prima guerra mondiale il 28 luglio 1914 seguì di pochi anni il primo volo con un aeroplano, effettuato dai fratelli Orville e Wilbur Wright a Kitty Hawk, in Carolina del Nord, il 17 dicembre 1903.
L'impiego operativo dell'aereo come fattore preponderante di superiorità nei conflitti fu teorizzato dall'italiano Giulio Douhet, che in un suo scritto del 1909 sottolineò per la prima volta che il dominio bellico dell'aria sarebbe stato altrettanto importante di quello delle rotte marittime. Seguendo gli studi di Dohuet, nel 1911 gli italiani in Libia utilizzarono per primi la nuova arma come mezzo di ricognizione e di offesa durante la Guerra italo-turca In particolare, il 23 ottobre il capitano Carlo Maria Piazza fu l'autore della prima ricognizione tattica, mentre il 1º novembre il sottotenente Giulio Gavotti eseguì da un velivolo il primo bombardamento a mano della storia a bassa quota, su un accampamento turco ad Ain Zara, lanciando tre bombe a mano.
Lo scoppio della prima guerra mondiale fu senza dubbio un potente stimolo allo sviluppo militare del nuovo mezzo aereo, anche se inizialmente vi furono forti resistenze alla sua adozione. Persino figure di grande rilievo nel conflitto, come Ferdinand Foch, affermarono a tal proposito che "l'aviazione è un ottimo sport, ma è completamente inutile per i fini dell'esercito".
I primi tentativi furono essenzialmente legati all'utilizzazione dell'aereo come mezzo di ricognizione, essendo considerato un surrogato delle consimili operazioni della cavalleria. Il primo impiego tattico ebbe anche influenza sulla formazione dei primi equipaggi, molti dei quali appartenevano a quest'ultima specialità. Fra gli esempi più famosi, i futuri assi Francesco Baracca, Manfred von Richthofen e Werner Voss, che iniziarono la propria carriera nel corpo suddetto.
Nonostante lo scetticismo iniziale, la nuova arma si rivelò estremamente utile e flessibile nell'assicurare un rapido e tempestivo riconoscimento del profilo del terreno, nonché della disposizione e dei movimenti delle truppe avversarie. La sua comparsa sul campo di battaglia consentì tra l'altro di determinare la disposizione delle trincee nell'ambito della guerra di posizione.
Una volta riconosciuta la sua enorme utilità, l'aviazione militare conobbe un periodo di letterale esplosione in termini numerici e di miglioramenti tecnologici. Negli anni tra il 1913 ed il 1918 non meno di 136 tipi di aerei militari furono progettati, costruiti ed inviati nei teatri operativi. Basti pensare che la sola Francia, entrata in guerra con meno di 140 apparecchi, concluse il conflitto con circa 4 500 unità, avendone in totale prodotte circa 68 000 nell'intero periodo. Oltre a dare un'indicazione sulla rapida espansione dell'uso dell'aeroplano, tali numeri forniscono dall'altro lato una fotografia di quanto il mestiere di pilota fosse pericoloso: circa 52 000 aerei andarono perduti in combattimento con i relativi equipaggi, equivalenti ad un tasso di perdita del 77%.

## La guerra aerea

### Fronte Occidentale

#### 1915: Il flagello dei Fokker

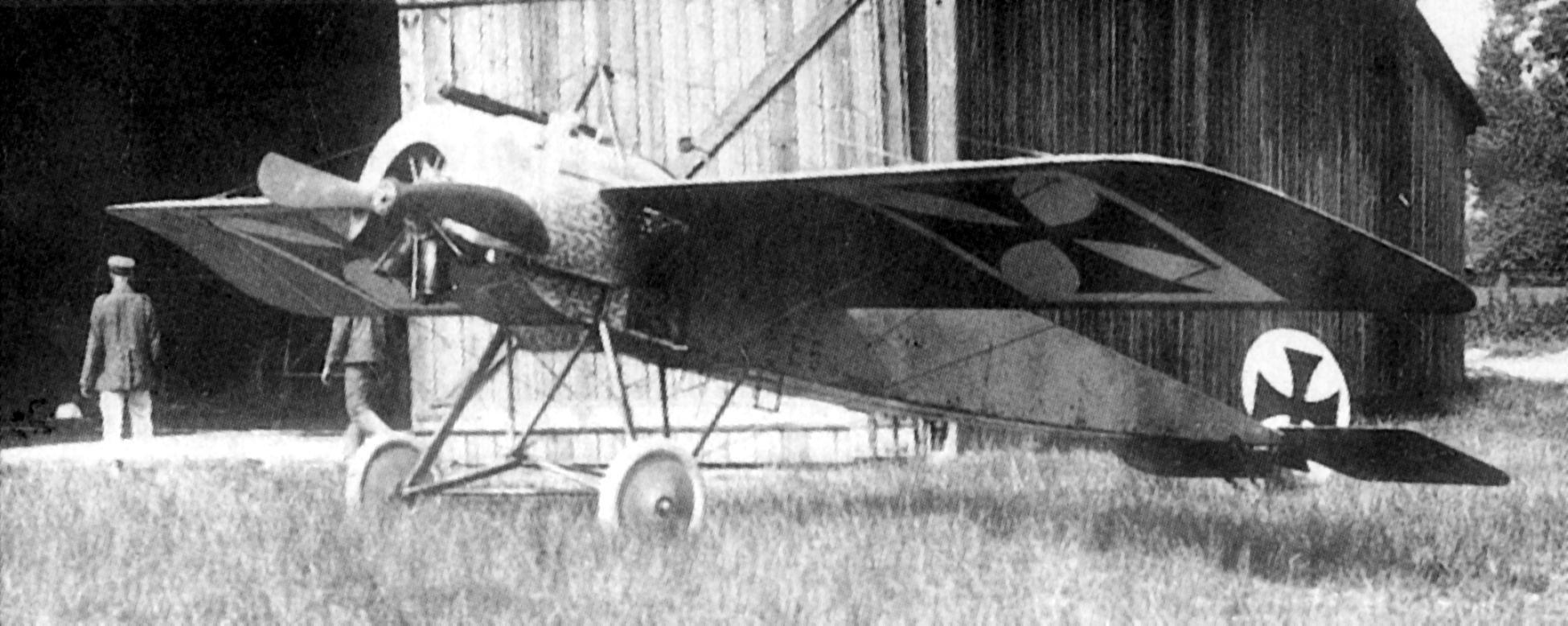
L'aereo che diede inizio al Flagello Fokker, il Fokker M.5K/MG del tenente Kurt Wintgens, numero di serie "E.5/15", ritratto all'inizio del periodo di combattimento di Wintgens il 1º luglio 1915.

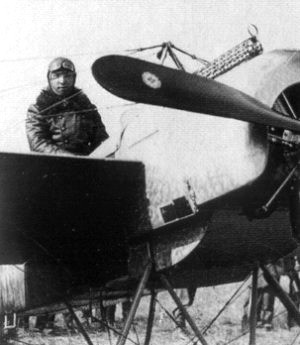
Max Immelmann ai tempi del Feldflieger Abteilung 62 ritratto nell'abitacolo del suo Fokker E.I. Numero di serie E.13/15.

Il primo aereo da caccia concepito come tale fu il britannico Vickers F.B.5, e numerosi modelli francesi, come il Morane-Saulnier Type L ed N furono equipaggiati con mitragliatrici. Inizialmente l'aviazione tedesca rimase indietro in termini di progresso tecnologico, ma questa situazione sarebbe presto cambiata drammaticamente.
Nel luglio 1915 fece il suo esordio operativo il Fokker M.5, precursore dei successivi Fokker E.I e primo aereo dotato di "sincronizzatore", un meccanismo che permetteva al pilota di sparare attraverso il disco dell'elica senza colpirne le pale. Questa evoluzione tecnologica diede un importante vantaggio agli aerei tedeschi rispetto agli avversari. Questo aereo, ed i suoi immediati discendenti, collettivamente conosciuti come Eindecker (termine tedesco che identificava i velivoli "monoplani") – per la prima volta costituirono un valido avversario per gli aerei Alleati. Due piloti militari tedeschi, i Leutnant Otto Parschau e Kurt Wintgens, lavorarono per le industrie Fokker durante la primavera del 1915, dimostrando il valore rivoluzionario della mitragliatrice a fuoco anteriore sincronizzato per i piloti dell'ancora embrionale Fliegertruppe.
Il primo successo in combattimento di un aereo con mitragliatrice sincronizzata avvenne il 1º luglio 1915 ad est della cittadina francese di Lunéville, quando il Leutnant Kurt Wintgens, ai comandi del suo Fokker M.5K/MG Eindecker, numero di serie "E.5/15", costrinse all'atterraggio un ricognitore biposto francese Morane-Saulnier Type L "Parasol". Wintgens colpì con la mitragliatrice di bordo Parabellum MG 14 il motore dell'aereo avversario con circa 200 colpi, costringendolo ad atterrare dietro le linee Alleate.
Entro la fine del 1915, i tedeschi acquisirono la superiorità aerea, impattando negativamente sulla capacità Alleata di acquisire informazioni attraverso la ricognizione aerea. Con l'inizio della carriera dei primi assi tedeschi, come Max Immelmann, i ricognitori Alleati si ritrovarono completamente indifesi.
Per diverse ragioni, il numero di perdite Alleate fu piuttosto basso rispetto ai numeri dei feroci combattimenti che sarebbero avvenuti nel periodo 1917-1918. L'entrata in servizio degli Eindecker fu comunque limitata, dato che essi venivano assegnati singolarmente o a coppie alle squadriglie da ricognizione esistenti, le Feldflieger Abteilung (FFA). Dovette passare circa un anno prima del momento in cui l'aviazione tedesca iniziasse a costituire reparti specializzati da caccia, le Jagdstaffel. Lo stesso Eindecker, nonostante il suo armamento avanzato, era un aeroplano di concezione oramai già superata, basata sul Morane-Saulnier Type H, da cui differiva per avere una struttura di tubi metallici al posto di quella lignea impiegata per gli aerei francesi.
Nonostante ciò, l'impatto sul morale Alleato della constatazione che i tedeschi erano in grado di controbattere fu forte, e causò un forte scandalo nel Parlamento inglese. L'ascesa dell'Eindecker fu tra le componenti della sorpresa che i tedeschi riuscirono a conseguire durante la Battaglia di Verdun, grazie al fatto che i ricognitori francesi non furono in grado di trasmettere le consuete informazioni sui movimenti delle truppe tedesche.
Fortunatamente per gli Alleati, due nuovi caccia, il Royal Aircraft Factory F.E.2b e l'Airco DH.2 stavano per entrare in produzione. Entrambi con motore in configurazione spingente, potevano sparare anteriormente senza bisogno del sincronizzatore. L'F.E.2b fu schierato nel settembre 1915, ed il D.H.2 nel febbraio successivo. Sul fronte francese nel gennaio 1916 entrò in servizio il piccolo Nieuport 11, un caccia a configurazione traente con una mitragliatrice anteriore montata sull'ala superiore, la quale sparava al di sopra del cerchio di rotazione dell'elica, che si dimostrò un valido avversario per gli aerei tedeschi. Con l'avvento di questi nuovi caccia, gli Alleati recuperarono la superiorità aerea in tempo per la Battaglia della Somme, e mettendo fine al Flagello Fokker.
Il Fokker E.III, l'Airco DH.2 ed il Nieuport 11 furono i primi di una lunga serie di caccia monoposto impiegati da entrambi gli schieramenti. Molto presto divenne chiaro che il ruolo principale dei caccia sarebbe stato quello di attaccare i biposto nemici, che stavano diventando molto importanti nel ruolo di ricognitori strategici per l'artiglieria; nonché difendere i propri ricognitori dalla caccia nemica. I caccia furono anche adoperati per attaccare i palloni da osservazione avversari, in operazioni di attacco al suolo e difendere il proprio spazio aereo dai bombardieri nemici.
Quasi tutti i caccia di entrambi gli schieramenti, ad eccezione dei Fokker a struttura di tubi metallici, continuarono ad usare il legno come materiale costruttivo, rivestendo le ali di tela, ed utilizzando tiranti metallici per assicurare l'integrità strutturale in risposta alle torsioni aerodinamiche. Il primo aereo a struttura completamente metallica fu realizzato da Hugo Junkers, il quale usò anche una struttura a centina per le ali, rivestita con parti metalliche. I primi test di volo del primo aereo realizzato secondo il nuovo concetto costruttivo, lo Junkers J 1, furono effettuati alla fine del 1915.

#### 1916: Verdun e la Somme

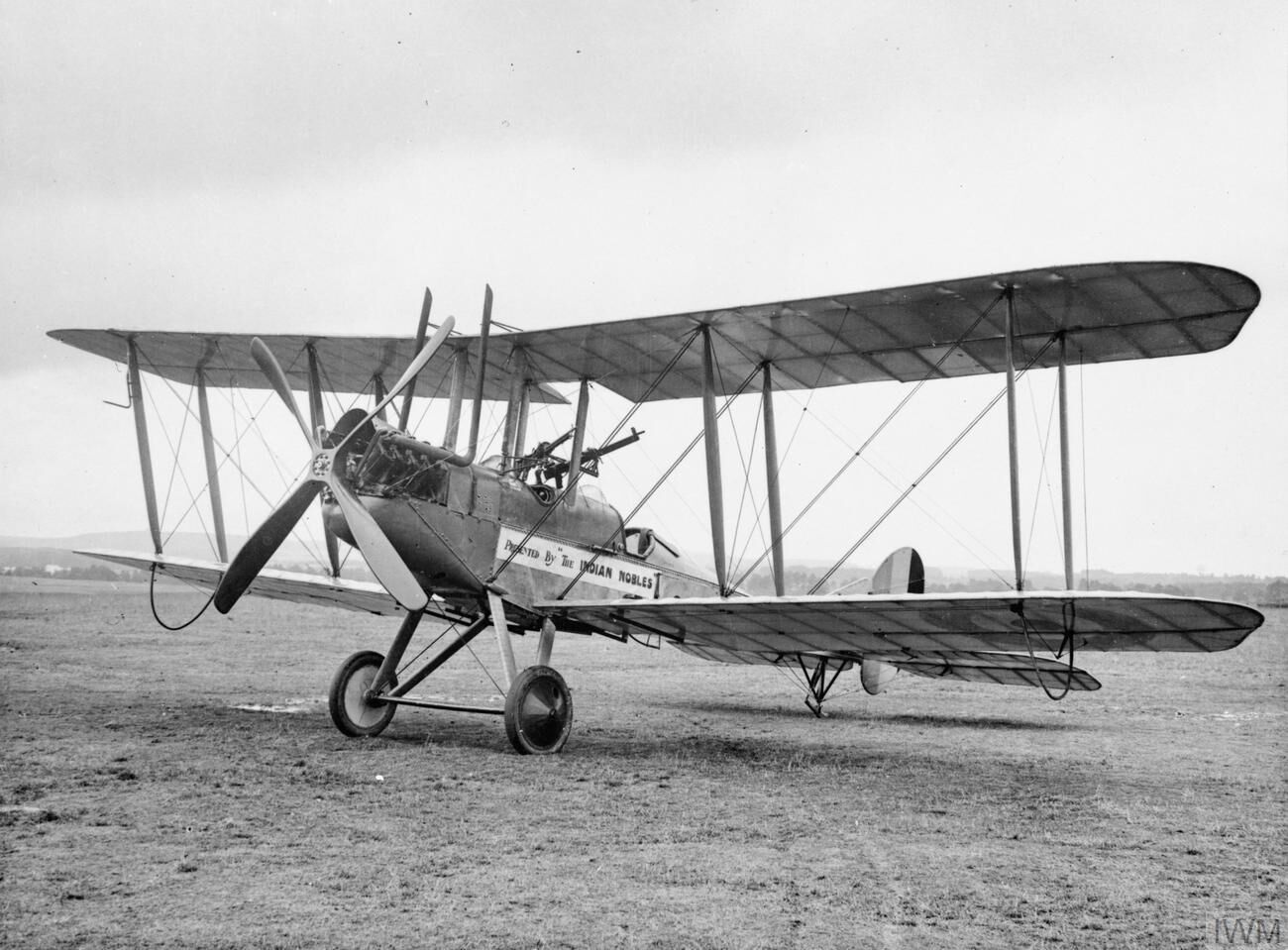
I lenti e poco manovrabili Royal Aircraft Factory B.E.2c divennero presto un facile "bersaglio volante" per gli aerei tedeschi.

Quando la battaglia di Verdun iniziò il 21 febbraio 1916, la superiorità aerea consentì inizialmente all'aviazione tedesca di stabilire un blocco (luftsperre - muro aereo) sulle squadriglie francesi. Comunque i francesi stavano già equipaggiando le loro squadriglie da caccia, le Escadrilles de chasse, con il Nieuport 11, e con una nuova strategia offensiva che rapidamente superò il luftsperre, acquisendo entro aprile la superiorità sul campo di battaglia.
Nel frattempo, nell'immediatezza del termine del Flagello Fokker, divenne evidente il bisogno di un Royal Flying Corps più grande e meglio equipaggiato e si iniziò ad addestrare nuove squadriglie. Nel breve periodo, creare nuove unità era più facile che addestrare piloti e produrre aerei per equipaggiarle. Quando iniziò la battaglia della Somme nel luglio 1916, la maggior parte delle squadriglie britanniche erano equipaggiate con il Royal Aircraft Factory B.E.2c, che si era già rivelato un bersaglio facile per il Fokker Eindecker. Nuovi tipi di aereo come il Sopwith 1½ Strutter dovettero esservi trasferiti attingendo dalla produzione originariamente pianificata per il Royal Naval Air Service (RNAS). In aggiunta a ciò, i nuovi piloti venivano mandati sul fronte francese dopo un numero incredibilmente basso di ore di addestramento.
Nonostante ciò, la superiorità aerea ed una strategia "offensiva" facilitò il sempre maggiore coinvolgimento dell'RFC nelle dinamiche della battaglia, attraverso le missioni di mitragliamento delle trincee. Per il resto della guerra, questo tipo di missione divenne una consuetudine, che rese la fanteria di entrambe le parti costantemente a rischio di mitragliamento e bombardamento dall'aria. In questo periodo, il fuoco contraereo era molto meno efficace di quanto divenne in seguito, grazie al perfezionamento delle tecniche di puntamento su bersagli aerei in movimento.
La superiorità aerea Alleata fu mantenuta durante entrambe le battaglie e la migliorata efficacia delle attività aeree divenne una preoccupazione per l'Alto Comando tedesco. Di conseguenza, fu effettuata una completa riorganizzazione della Fliegertruppen des deutschen Kaiserreiches in quella che divenne ufficialmente nota come Luftstreitkräfte, la quale fu completata nell'ottobre 1916. Questa riorganizzazione diede origine tra l'altro alle squadriglie tedesche da bombardamento strategico le quali produssero notevoli danni nel Regno Unito nel 1917 e 1918; nonché alle squadriglie di supporto tattico (Schlachtstaffeln) che causarono gravi problemi alla fanteria britannica durante la Battaglia di Cambrai e durante l'Offensiva di primavera tedesca del 1918. L'effetto più pesante e famoso della riorganizzazione, comunque, fu la fondazione delle squadriglie da caccia o Jagdstaffeln - un anno dopo la fondazione delle squadriglie equivalenti francesi e tedesche. Inizialmente queste unità furono equipaggiate con l'Halberstadt D.II (il primo caccia tedesco biplano), il Fokker D.I ed il D.II i quali, insieme con i pochi Eindecker rimasti, erano equipaggiati con una mitragliatrice singola lMG 08. I pochi e mal costruiti Fokker D.III inviati sul Fronte furono i primi ad essere equipaggiati con una coppia di lMG 08 prima della fine del 1916, mentre nello schieramento opposto entrava in linea un numero crescente di Albatros, armati in maniera simile, i quali erosero progressivamente il margine di superiorità aerea tedesca nella prima metà del 1917.

#### 1917: Bloody April

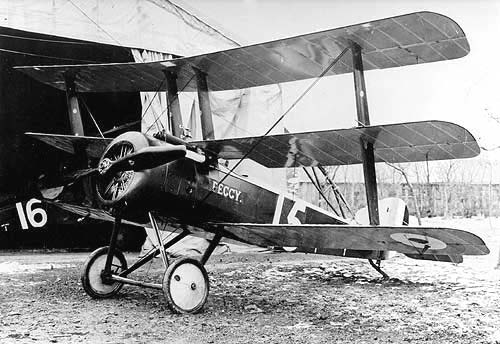
Un Sopwith Triplane.

La prima metà del 1917 fu un periodo denso di successi per i jagdstaffeln e il Royal Flying Corps, nonostante il vantaggio numerico, soffrì di perdite molto maggiori rispetto ai suoi avversari. Sebbene i nuovi aerei Alleati, come il Sopwith Pup, il Sopwith Triplane, e lo SPAD S.VII stessero entrando in servizio, in questa fase essi erano pochi e possedevano una minore potenza di fuoco, dato che erano tutti armati con una mitragliatrice singola Vickers. D'altro canto, i tedeschi stavano per sostituire il proprio vecchio materiale con i nuovi caccia Albatros serie D, armati con una coppia di mitragliatrici "Spandau" sincronizzate. L'D.I e l'D.II della fine del 1916 furono rimpiazzati dal nuovo Albatros D.III, che era, nonostante le deficienze strutturali, "il miglior caccia del Fronte Occidentale". Nel frattempo, la maggior parte delle squadriglie dell'RFC montate su biposti volava ancora con il B.E.2e, una versione leggermente migliorata del BE.2c, che era ancora fondamentalmente inadatta al combattimento aereo.
Questa situazione trovò il suo culmine nell'aprile 1917, noto come "Bloody April" (Aprile sanguinoso). L'RFC soffrì di perdite particolarmente pesanti, sebbene Hugh Trenchard avesse messo in opera una strategia di "pattugliamento offensivo", che consisteva nel tenere costantemente operazioni all'interno delle linee tedesche.
Durante l'ultima metà del 1917, il Sopwith Camel ed il S.E.5a inglesi e lo SPAD S.XIII francese, tutti equipaggiati con due mitragliatrici gemelle a fuoco frontale, cominciarono ad essere disponibili in grandi numeri. Le squadriglie RFC che volavano su aerei biposto ricevettero il R.E.8 o l'F.K.8, non eccezionali, ma molto meno vulnerabili del BE.2e. L'F.E.2d fu infine efficacemente sostituito dal Bristol F.2b. Sull'altro fronte, gli ultimi Albatros, i D.V si rivelarono una delusione, così come i Pfalz D.III. L'esotico Fokker Dr.I fu funestato, come l'Albatros, da problemi strutturali. Entro la fine dell'anno la superiorità aerea passò di nuovo nelle mani degli Alleati.

#### 1918: I mesi finali del conflitto

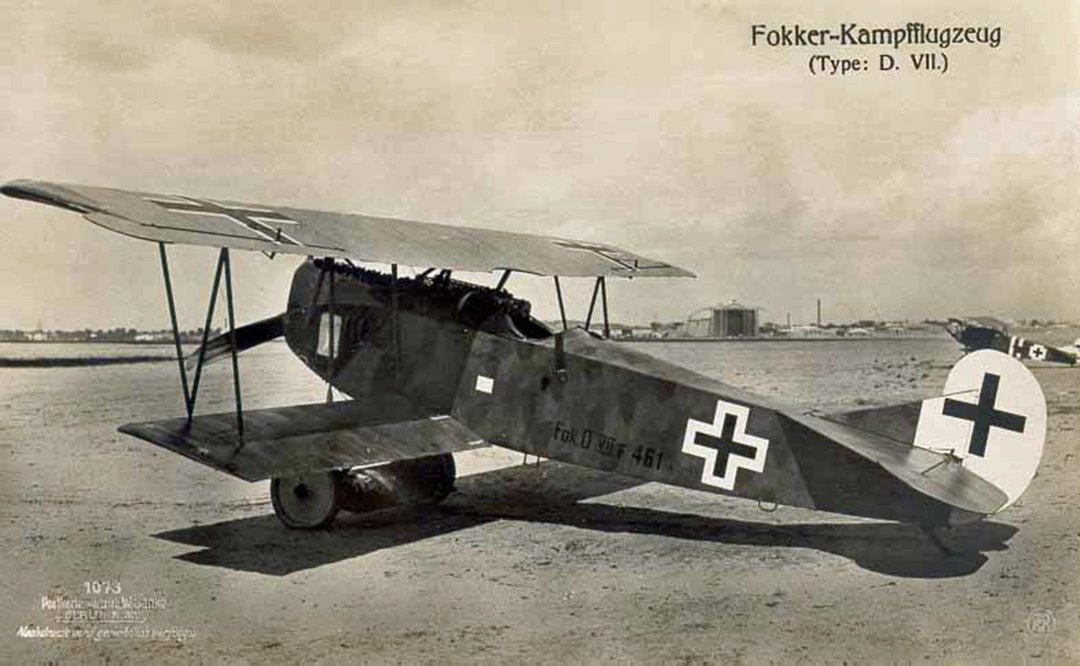
Un Fokker D.VII(F).

L'uscita della Russia dal conflitto con la stipula del Trattato di Brest-Litovsk nel marzo 1918, ed il conseguente rilascio di truppe dal Fronte Orientale diede ai tedeschi un'"ultima possibilità" di vincere la guerra prima che gli Stati uniti potessero essere efficacemente coinvolti. Questi avvenimenti furono alla base dell'ultima grande offensiva tedesca della guerra, l'Offensiva di primavera, che iniziò il 21 marzo. L'attacco principale fu portato sul fronte Britannico, assumendo che la sconfitta dell'esercito inglese avrebbe avuto come conseguenza la resa di quello francese, indebolito dalle continue ribellioni dei suoi reparti.
Nell'aria, la battaglia fu caratterizzata dall'uso attentamente coordinato degli Schlachtstaffeln o "stormi da battaglia", equipaggiati con gli aerei leggeri biposto CL costruiti dalla Halberstadt e dalla Hannover, che si erano dimostrati così efficaci nel contrattacco tedesco durante la battaglia di Cambrai. I nuovi caccia tedeschi, ed in particolare il Fokker D.VII, che avrebbero potuto rinvigorire la superiorità aerea tedesca in tempo per questa battaglia, non avevano comunque raggiunto in tempo gli Jagdstaffeln. Come già avvenuto per numerose offensive su entrambi i lati, l'attenta pianificazione e preparazione portò a dei successi iniziali, e in effetti ad una penetrazione nel campo avverso più profonda di quanto fosse stato ottenuto da entrambi i contendenti dopo il 1914. Molti aeroporti britannici dovettero essere abbandonati in favore dei tedeschi, che avanzavano applicando i nuovi concetti della guerra di movimento. Le perdite di aerei ed equipaggi furono notevoli da entrambi i lati, specialmente a causa del fuoco antiaereo leggero. Comunque, all'atto della morte di Manfred von Richthofen, il famoso Barone Rosso, il 21 aprile, la grande offensiva si era largamente arrestata. I nuovi caccia tedeschi non erano ancora arrivati, e i britannici mantenevano ancora una certa superiorità aerea.

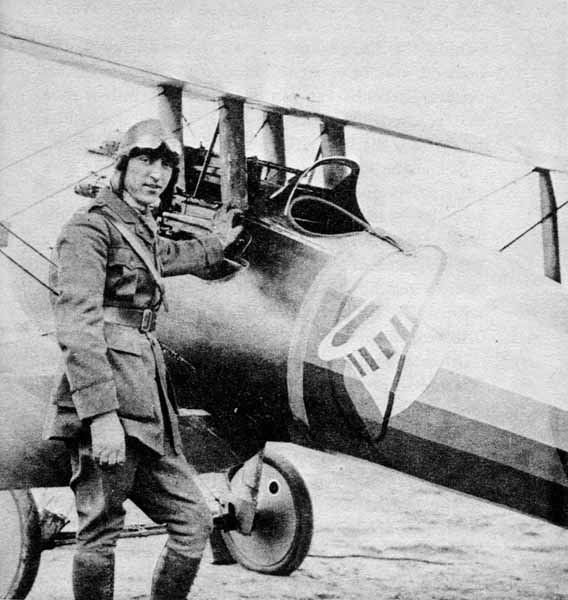
Eddie Rickenbacker con il suo Nieuport 28

Il mese di aprile 1918 cominciò con il consolidamento di RFC ed RNAS in un'unica entità, che fu denominata Royal Air Force, la prima aviazione militare non dipendente dall'esercito o dalla marina. Per la fine di aprile i nuovi caccia Fokker, il Pfalz D.XII ed il Roland D.VI cominciarono finalmente a rimpiazzare il materiale obsoleto degli Jagdstaffeln, ma tale processo non si svolse con la necessaria rapidità, a causa della crescente penuria di materiali a danno delle Potenze Centrali, e molti degli Jagdstaffeln (Jasta) volavano ancora su versioni dell'Albatros D al momento dell'armistizio. Il Fokker D.VIII ed il Siemens-Schuckert D.IV, entrambi a motore rotativo, così come i fokker Triplano sopravvissuti, soffrivano di scarsa affidabilità e breve vita del motore, a causa dell'uso dell'olio di tipo Voltol che veniva usato al posto dello scarso olio di ricino – gli aerei Alleati catturati venivano cannibalizzati non solo per riutilizzarne i pezzi, ma anche il lubrificante. Nonostante ciò, entro settembre le perdite dell'RFC avevano raggiunto il livello più elevato dal "Bloody April" – e gli Alleati mantenevano la superiorità aerea grazie più al vantaggio numerico, che alla superiorità tecnica.
Il 1918, ed in specie la seconda metà dell'anno, vide anche il crescente coinvolgimento degli Stati Uniti. Sebbene i volontari statunitensi avessero volato nelle squadriglie Alleate fin dai primi anni della guerra, le squadriglie interamente americane divennero operative solo a partire dal 1918. Da un punto di vista tecnico, gli stati Uniti erano arretrati in materia di aviazione rispetto alle potenze europee, e nessun modello di aereo di concezione statunitense vide mai il fuoco, ad eccezione del Curtiss Model H. Inizialmente, agli statunitensi furono forniti aerei di seconda scelta e obsoleti, come il Nieuport 28, il Sopwith 1½ Strutter, ed il Dorand AR.2. Gli inesperti piloti statunitensi avevano generalmente ben poche possibilità nei confronti dei meglio attrezzati avversari. Con il crescere del numero di apparecchi, e l'introduzione di aerei migliori, come lo SPAD XIII, il Sopwith Camel e persino l'S.E. 5a negli stormi statunitensi, essi riuscirono a farsi valere nel combattimento aereo, sebbene le perdite fossero comunque notevoli.

### Fronte italo-austriaco
L'impiego dell'aviazione militare sul Fronte italo-austriaco avvenne in corrispondenza con i punti di maggior frizione tra le forze di terra nonché, data l'impossibilità di raggiungere quote elevate per gli aeroplani del tempo, limitatamente ai teatri di pianura e di bassa montagna. 
Pur essendo un fronte minore, per il numero delle risorse impiegate, fu importante, per la storia dell'aviazione, per pionieristico impiego degli aerei da bombardamento.
In particolare, l'aviazione italiana fu impiegata sul fronte dell'Isonzo da Tolmino al mare dall'inizio del conflitto fino alla ritirata di Caporetto; sul fronte del Trentino a partire dalla primavera del 1916; e nel settore Monte Grappa-Piave durante l'ultimo anno di guerra.
I dati della produzione di aeromobili indicano la limitatezza della guerra aerea nel teatro italiano: 11 986 aerei prodotti dal Regno d'Italia contro i 5 431 prodotti dall'impero austro-ungarico, confrontati con i circa 150 000 velivoli prodotti dall'industria tedesca, inglese e francese.
Nei primi sei mesi di ostilità l'attività aerea si limitò a ricognizioni disarmate, anche per i limiti degli aeroplani del periodo, accentuati dall'elevata altitudine dell'area del fronte. Eccezione furono i bombardamenti austriaci del 24 ottobre 1915 su Venezia, che causarono solo gravi danni al patrimonio culturale. Mentre i primi tentativi italiani, dell'agosto 1915, di bombardamento con i trimotori Caproni Ca.32, si rivelarono fallimentari.
Nel febbraio 1916, Anche l'aviazione italiana subì l'improvvisa supremazia dei monoplani Fokker, che contrastarono efficacemente una missione di dieci bombardieri Caproni, in cui trovò la morte il Tenente Colonnello Alfredo Barbieri, comandante del Gruppo comando supremo abbattuto dal Fokker A.III pilotato dall'Asso dell'aviazione Hauptmann Heinrich Kostrba (8 vittorie).
La morte di Barbieri ridusse le ambizioni di bombardamento strategico italiane, i bombardieri Caproni furono limitati a missioni poco oltre la linea del fronte.

Per una ripresa della supremazia area italiana ci volle l'aprile del 1916, con la messa in linea dei nuovi caccia francesi Nieuport e le prime vittorie di Francesco Baracca.
Nonostante che l'aviazione austro-ungarica non disponesse di bombardieri plurimotori, le missioni pianificate ebbero notevoli successi pionieristici, quale il bombardamento di Milano del 14 febbraio 1916, effettuato quindici mesi prima del primo bombardamento tedesco, in formazione, di una città inglese. 
Il 1º agosto un Caproni Ca.33 della 1ª Squadriglia Caproni, 3 Ca.33 della 4ª Squadriglia, 3 Ca della 6ª Squadriglia, un Ca della 7ª Squadriglia, 4 Ca. della 8ª Squadriglia e 3 Ca. della 10ª Squadriglia da bombardamento "Caproni" bombardano il silurificio di Fiume (Croazia) ma dopo lo sgancio delle bombe un Ca della 4ª viene attaccato dall'idrovolante Lohner L dell'asso Goffredo de Banfield ed è costretto ad un atterraggio di emergenza in territorio austriaco.
Il 9 agosto gli austriaci bombardarono Venezia, affondando un sommergibile inglese alla fonda nel porto, probabilmente il primo mezzo del genere affondato dall'aviazione.
L'uccisione di 93 civili, che si erano radunati in un rifugio antiaereo, durante il bombardamento di Padova fu uno dei più gravi, per numero di civili uccisi, della prima guerra mondiale.
Le vittime complessive dei bombardamenti austriaci superarono le 400 unità, confrontabili con le 746 morte nei bombardamenti alleati sul suolo tedesco.

## Tecnologia

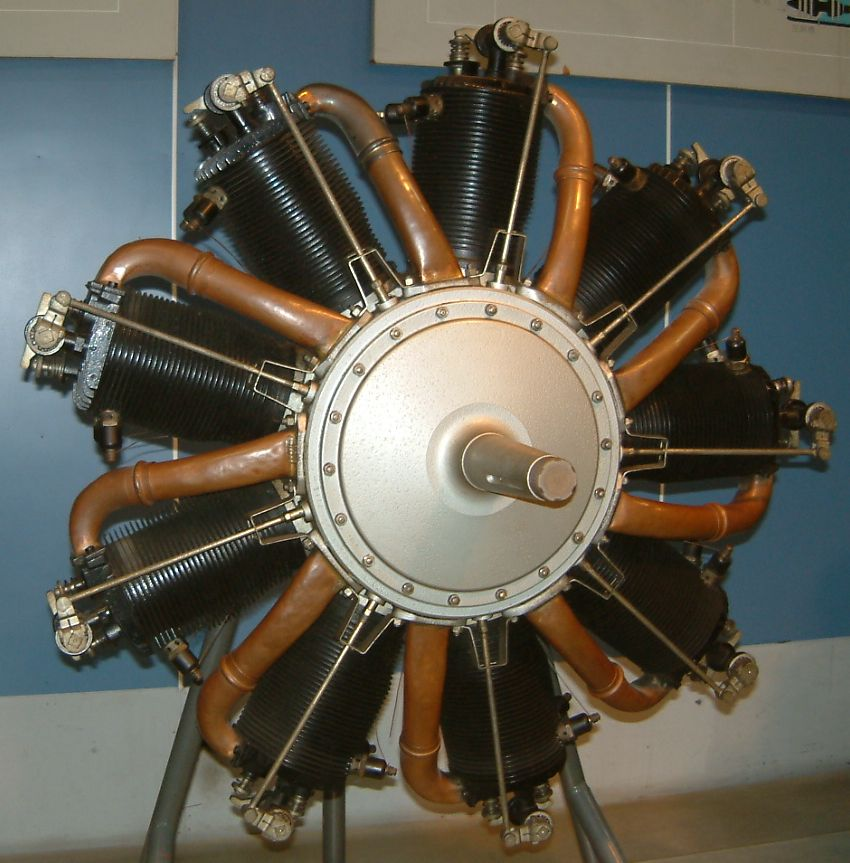
Un Le Rhône 9C, tipico motore rotativo a pistoni

I primi aerei entrati nel conflitto mondiale avevano quasi tutti come tratto comune l'alta stabilità e la presenza di un motore "spingente".
La prima caratteristica era legata alla necessità di fornire agli inesperti piloti, molti dei quali andavano in combattimento dopo aver beneficiato di sole tre-quattro ore di addestramento, una macchina che ne perdonasse gli innumerevoli errori e ne consentisse il felice rientro alla base. La necessità di avere stabilità era inoltre legata alle caratteristiche del volo di ricognizione, che prevedeva un volo rettilineo e a quota costante, in modo da poter scattare foto nitide del terreno. Solo più tardi nel conflitto, quando l'esperienza dei piloti aumentò, fu possibile costruire ed avviare all'impiego operativo macchine a più elevata instabilità e che consentissero manovre di combattimento più impegnative.
La seconda caratteristica, mutuata dall'impianto tradizionale del Flyer 1 dei fratelli Wright, fu mantenuta fino a quando si stimò la visibilità più importante della velocità. L'evolversi delle caratteristiche del combattimento aereo, tuttavia, richiese sempre di più ai progettisti aeronautici di realizzare macchine ad elevata velocità, manovrabilità ed elevata quota di tangenza, ed il motore "spingente" divenne rapidamente obsoleto.
Dal punto di vista dell'evoluzione motoristica, la prima guerra mondiale segnò anche il superamento del motore rotativo. Quest'ultimo era caratterizzato dalla presenza di cilindri rotanti intorno all'asse centrale del motore, e dall'utilizzo del raffreddamento ad aria. Pur garantendo buone prestazioni in termini di rapporto potenza/peso, queste risultarono ampiamente superate da quelle offerte dal motore in linea, raffreddato ad acqua. I motori rotativi rimasero comunque in uso durante tutto il corso del conflitto, tanto che nel 1918 la sola Sopwith continuava a produrli.
Anche dal punto di vista dell'armamento, gli aerei conobbero una forte e rapida evoluzione, anch'essa legata al rapido mutare delle condizioni operative.
Inizialmente i piloti portavano con sé armi individuali quali pistole e fucili per affrontare conflitti a fuoco con altri aeromobili, o bombe da lanciare a mano contro le truppe a terra.

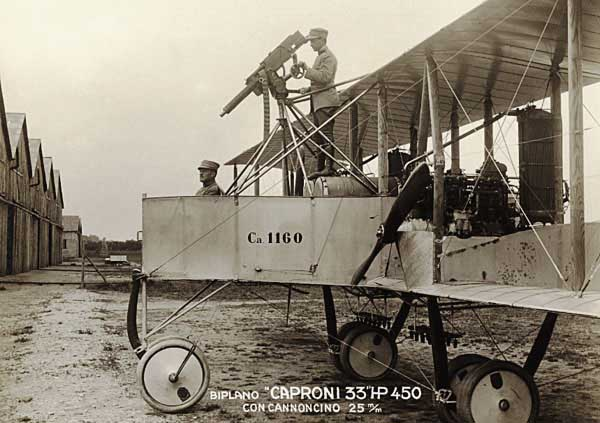
Un Caproni Ca.3, designazione Regio Esercito del Caproni Ca.33, armato con cannoncino brandeggiabile da 25 mm in posizione posteriore al pilota.

In momenti successivi del conflitto, quando l'aumento della potenza dei motori consentì di portare a bordo un peso crescente di carico utile, furono montate a bordo mitragliatrici brandeggiabili. Nel caso in cui esse fossero montate in posizione frontale, esse venivano operate direttamente dal pilota, ma ne esistettero anche numerose versioni in posizione posteriore, operate dagli osservatori/bombardieri degli aerei biposto come ad esempio il britannico Sopwith 1½ Strutter o l'italiano Caproni Ca.3 (Ca.33). Le mitragliatrici frontali furono inizialmente montate su affusti che consentissero loro di sparare al di sopra del raggio di rotazione dell'elica, con ovvie difficoltà di gestione per il pilota. L'invenzione successiva del meccanismo interruttore, che permetteva di sparare senza colpire le pale, consentì di montare le mitragliatrici in posizione fissa, solidale con il muso dell'aereo e direttamente davanti al pilota, con ovvie ripercussioni positive in termini di usabilità. Un ulteriore passo in avanti fu effettuato con l'evoluzione ed il perfezionamento dei mirini, ed il trasferimento del pulsante di sparo sulla cloche.
Al di là dell'evoluzione tecnologica degli armamenti di bordo, l'uso per i piloti di portare con sé una pistola venne comunque mantenuto nel tempo. Non era raro, infatti, il caso in cui l'aereo prendesse fuoco in combattimento, e data la mancanza di una qualsiasi via di scampo (la diffusione del paracadute, sperimentato per la prima volta nel 1912, era ancora di là da venire) l'uso della pistola consentiva al pilota una morte rapida ed indolore. A tal proposito, recenti ricerche hanno ipotizzato che anche l'asso italiano Francesco Baracca abbia trovato la morte in questo modo.

## Ruoli operativi degli aeromobili durante la guerra

### Osservazione

Lo SVA V usato da Gabriele D'Annunzio per la sua incursione su Vienna.

Come detto in precedenza, quello di ricognitore fu il primo ruolo ricoperto dall'aeroplano durante il primo conflitto mondiale. Lo scetticismo dei generali riguardo al suo impiego operativo era mitigato dagli insegnamenti derivati dall'uso dei palloni aerostatici come punto sopraelevato di osservazione durante la Guerra civile americana. L'aereo, infatti, era visto dai pochi estimatori come un modo per estendere e migliorare le possibilità del pallone, il quale era, ad esempio, limitato dall'impossibilità di vedere cosa ci fosse dietro una collina, e dalla scarsissima flessibilità d'uso e rapidità di movimento.
Fino a quando la prima guerra mondiale rimase un conflitto di movimento, la cavalleria rimase comunque l'arma di elezione per condurre ricognizioni del terreno e della consistenza e movimenti delle truppe nemiche. L'inizio della guerra di trincea, tuttavia, rese completamente inutile la cavalleria come strumento di ricognizione tattica, e favorì l'espansione dell'uso dell'aereo.
La ricognizione aerea ebbe un ruolo importante in diverse grandi battaglie del Fronte occidentale, evitando ad esempio l'accerchiamento delle truppe britanniche comandate dal generale John French da parte dello schieramento tedesco agli ordini di Alexander von Kluck durante la battaglia di Mons; e consentendo al generale francese Joseph-Simon Gallieni di inviare truppe contro il fianco scoperto tedesco durante la prima battaglia della Marna.

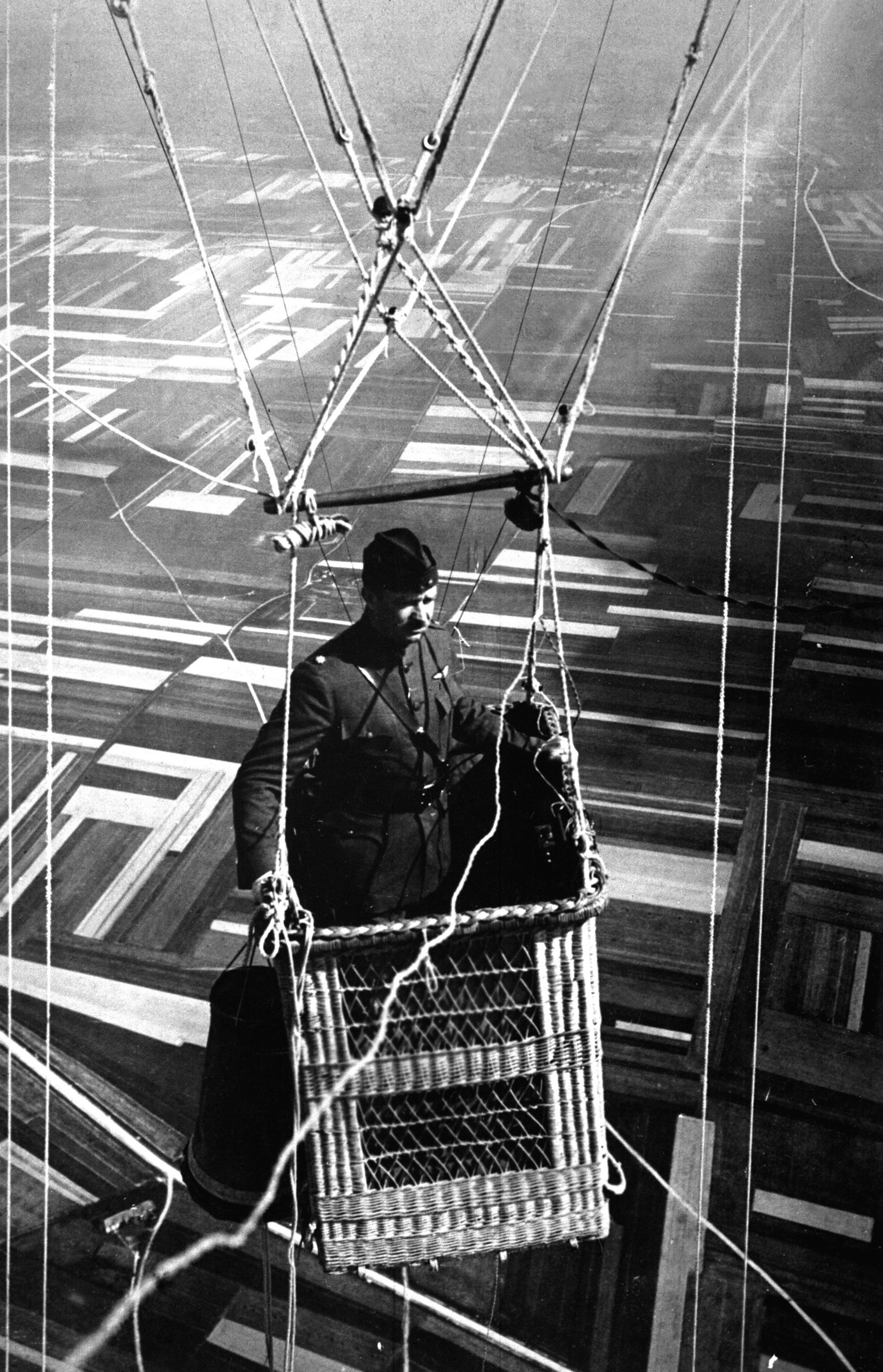
Primo piano di un ufficiale statunitense a bordo di un pallone da osservazione sul Fronte occidentale.

Anche sul Fronte orientale i ricognitori ebbero un ruolo importante nel determinare le sorti degli scontri. L'aver ignorato gli avvertimenti dei suoi piloti, ad esempio, costò al generale russo Alexander Samsonov la perdita di praticamente tutto il suo esercito ad opera delle truppe tedesco imperiali del generale Paul von Hindenburg nel corso della battaglia di Tannenberg. Dopo questa disfatta, tuttavia, anche i russi cominciarono a fare un ampio uso del mezzo aereo (soprattutto attraverso il bombardiere Sikorsky Ilya Muromets) e grazie ad esso ottennero ad esempio accurate mappe sulla disposizione delle forze nemiche nel corso dell'offensiva Brusilov.
Gli aviatori che effettuavano voli di ricognizione erano in una situazione di estremo pericolo. Le missioni, condotte generalmente da equipaggi composti da un pilota ed un osservatore, consistevano nel mantenere il velivolo quanto più possibile in linea retta e stabile, in modo da poter scattare immagini fotografiche nitide e sovrapposte, utili agli operatori aerofotogrammetrici. Questo comportamento operativo rendeva naturalmente gli aerei ricognitori bersagli ideali per l'artiglieria ed i caccia nemici.
Un altro ruolo ricoperto dagli aerei da ricognizione era quello dell'osservazione tattica in favore dell'artiglieria. I piloti avevano il compito di eseguire osservazioni che consentissero, una volta trasmesse ai comandi competenti, di dirigere e riaggiustare i tiri d'artiglieria sulle posizioni nemiche. La particolare posizione che doveva essere tenuta dai piloti, in linea con i tiri della propria artiglieria, spesso consentiva loro di vedere il proiettile quasi immobile nell'aria all'apice della traiettoria balistica, con il rischio naturalmente di essere colpiti dal fuoco amico.
Il fuoco di artiglieria diretto dall'aviazione ebbe una notevole applicazione nella Prima battaglia dell'Aisne, durante la quale le posizioni sopraelevate di artiglieria tedesche, invisibili dalla pianura, furono scoperte, rilevate e mappate dagli aerei britannici, consentendone l'attacco da parte delle truppe di terra. Anche la battaglia di Verdun vide un notevole ruolo da parte dell'aviazione francese, che era stata scelta come bersaglio primario da parte di Falkenhayn al fine di accecare l'artiglieria nemica. Nonostante le notevoli perdite, gli aviatori francesi continuarono a volare ed a fornire supporto tattico alla propria artiglieria, consentendone il mantenimento dell'efficacia operativa.
Oltre a svolgere un ruolo di rilievo nei teatri bellici, gli aerei da ricognizione sono stati anche protagonisti di azioni di ardimento, ad esempio come il lancio di volantini di guerra psicologica sulle posizioni nemiche. Notevole è l'esempio fornito dagli SVA 5 italiani, che il 9 agosto 1918, al comando del poeta ed aviatore Gabriele D'Annunzio, partendo dal campo di volo di San Pelagio si spinsero fin sopra Vienna e sparsero sulla città volantini di cui lo stesso d'Annunzio era autore.

### Caccia

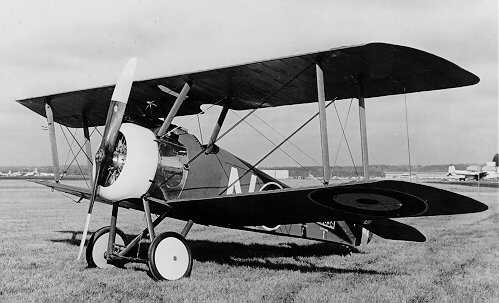
Un Sopwith Camel, uno dei caccia più famosi della prima guerra mondiale.

I primi esperimenti volti ad armare gli aerei furono effettuati nel 1912 dalla Vickers, che nell'ambito del programma "Experimental Fighting Biplane 1", nome in codice "Destroyer", realizzò un aereo armato con una mitragliatrice Maxim calibro .303 pollici. Il biposto a motore "spingente" avrebbe dovuto nelle intenzioni avere la capacità di sparare verso l'intero campo anteriore, tuttavia venne sottovalutata l'influenza data dal peso della mitragliatrice collocata sulla parte anteriore che determinò l'assunzione di un assetto picchiato al decollo, che risultò nella distruzione del prototipo al primo tentativo.
Allo scoppiare delle ostilità, come detto, gli aerei ricognitori andavano per lo più in missione disarmati, lasciando all'uso delle sole armi individuali i primi tentativi di offesa.
Tale situazione cambiò tuttavia rapidamente a partire dall'ottobre 1914, quando per la prima volta Louis Strange montò sul proprio Avro 504 una cintura di sicurezza che permetteva al suo osservatore di "alzarsi in piedi e sparare tutto intorno al velivolo, in alto e dietro".
Il primo abbattimento della storia avvenne il 5 ottobre 1914, quando l'osservatore di un biposto francese Voisin III, armato da una mitragliatrice Hotchkiss Mle 1914, colpì e fece schiantare al suolo un Aviatik B.I.
Nel frattempo, la Vickers aveva continuato a lavorare sul concetto dell'aereo armato, tentando di evolvere lo sfortunato "Destroyer". Il risultato di questo lavoro fu la comparsa sul fronte occidentale nel febbraio 1915 del Vickers F.B.5 Gunbus. L'aereo non incontrò il successo sperato, dato che come il Destroyer era dotato di un motore in configurazione "spingente", ed era troppo lento e pesante per potere essere efficacemente utilizzato come caccia.
La crescente esperienza dei piloti iniziò a far comprendere che la configurazione ideale sarebbe stata quella di un aereo a motore "traente", in cui le mitragliatrici fossero in posizione fissa davanti al pilota, il quale avrebbe così avuto la possibilità di sparare in prima persona. Questo tipo di approccio avrebbe consentito di eliminare l'osservatore ed il peso correlato, e di rendere quindi più leggeri e manovrabili gli aerei. L'unico problema era rappresentato dal fatto che una mitragliatrice in posizione frontale in un aereo a motore "traente" avrebbe comportato la quasi certezza di sparare sulle pale dell'elica, con esiti disastrosi.
Anche in questo caso, Louis Strange fu uno dei primi sperimentatori, e fissò una mitragliatrice Lewis all'ala superiore del suo Martinsyde S.1. La soluzione, apparentemente efficace, gli pose non pochi problemi il 10 maggio 1915, quando, dopo aver sparato l'intero caricatore nel tentativo di abbattere un aereo nemico, si trovò nella necessità di sbloccare l'arma inceppata. Alzatosi in piedi nella carlinga, cominciò ad armeggiare, ma contemporaneamente perse il controllo dell'aereo, che cominciò ad avvitarsi verso terra. Riuscito fortunosamente a rientrare nell'abitacolo, Strange sopravvisse, ma la soluzione sperimentata si rivelò in questo caso non ottimale.
Nel periodo successivo, furono sperimentate diverse soluzioni che consentissero di adottare la configurazione a mitragliatrice anteriore, solidale con il corpo dell'aereo, il cui concetto era stato per primo espresso da Roland Garros negli anni precedenti il conflitto. In questo periodo, Garros provò a montare una mitragliatrice ad un angolo divergente rispetto all'asse dell'aereo, in modo che sparasse lontano dal cerchio di rotazione dell'elica, ma le difficoltà sperimentate nel prendere la mira lo spinsero ad abbandonare questo tentativo.
Sempre nel periodo pre-bellico Raymond Saulnier, cofondatore della Morane-Saulnier, sperimentò il sincronizzatore, un meccanismo che consentiva alla mitragliatrice di bordo di sparare solo quando le pale dell'elica non erano davanti alla linea di tiro. I primi tentativi furono effettuati con una mitragliatrice Hotchkiss, ma l'imprevedibilità del suo regime di fuoco portò Saulnier a rinunciare.
Garros e Saulnier si incontrarono a Parigi nel 1915 (il pilota volava su un Morane-Saulnier Type G) e svilupparono insieme un tipo diverso di approccio. Montarono dei triangoli d'acciaio, con gli apici orientati verso il pilota, sulle pale dell'elica all'altezza della linea di tiro, con l'idea che qualunque proiettile li avesse colpiti, sarebbe stato deflesso lontano. Garros provò la soluzione in combattimento il 1º aprile 1915, con pieno successo, abbattendo un biposto nemico e conseguendo altre vittorie il 13 ed il 18 aprile successivi. Gli exploit di Garros furono ripresi dalla stampa francese, che per la prima volta usò il termine "asso" in connessione ad un pilota. Il 19 aprile, tuttavia, mentre attaccava la stazione di Courtrai, Garros fu colpito, costretto ad atterrare e quindi catturato insieme al suo aereo.
L'episodio ebbe effetto sullo sviluppo dell'aviazione da caccia tedesca. L'aereo di Garros fu, infatti, portato ad Anthony Fokker, uno dei più validi ingegneri aeronautici tedeschi e progettista della serie di monoplani Eindecker. Secondo alcune fonti, Fokker stava già lavorando ad una sua versione del sincronizzatore quando venne in possesso del Morane-Saulnier di Garros, ma ciò che è certo che in sole 48 ore anche l'Eindecker fu equipaggiato con quel tipo di meccanismo.
Dato lo scetticismo dei piloti rispetto ai risultati alle prove a terra, Fokker portò in volo l'Eindecker personalmente ed abbatté subito un ricognitore Farman. A questo punto, l'innovazione fu accettata ed immediatamente sfruttata da Oswald Boelcke e dal suo secondo in comando, Max Immelmann, che divennero rapidamente degli assi celebrati dalla stampa tedesca come "il flagello Fokker"

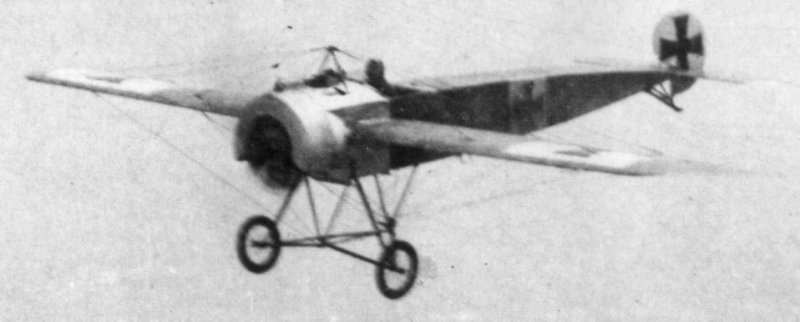
Un Fokker Eindecker, soprannominato "il flagello Fokker", fotografato in volo nel 1916

L'introduzione del meccanismo di sincronizzazione sull'Eindecker capovolse i rapporti di forza della guerra aerea. Fino a quel momento, gli aerei Alleati avevano goduto del vantaggio di una maggiore stabilità rispetto a quelli tedeschi. Improvvisamente, questo vantaggio diventò un difetto, in quanto l'Eindecker, finalmente armato in maniera adeguata, aveva grande facilità a sfruttare la sua maggiore manovrabilità per abbattere gli avversari. Conseguentemente all'alto numero di perdite, i bombardamenti Alleati, in precedenza condotti di giorno, divennero azioni notturne.
I tedeschi mantennero a lungo il controllo dell'aria grazie all'Eindecker, il quale partecipò alla battaglia di Verdun con il compito di abbattere i ricognitori nemici, menomando così le capacità dell'artiglieria avversaria.
La battaglia di Verdun è stata uno dei punti focali della Prima Guerra Mondiale per quanto riguarda le operazioni sul terreno; ma è stata anche un'importante occasione di sviluppo delle tattiche aeree su entrambi i fronti.
A supporto della strategia del generale Falkenhayn, secondo il quale la battaglia doveva essere il luogo in cui le "forze francesi avrebbero sanguinato a morte", i tedeschi concentrarono sul fronte di Verdun la maggior parte dei propri aerei, allo scopo di conseguire la superiorità aerea.
La strategia aerea prevedeva il mantenimento di una "pattuglia di sbarramento" composta da biposto Tipo C, che aveva lo scopo di impedire agli aerei francesi l'accesso al campo di battaglia. Una seconda forza, composta da circa 180 tra Fokker E.I e Pfalz E.I, aveva l'incarico di interdire quanti fossero eventualmente riusciti a passare.
A metà del 1916, tuttavia, in corrispondenza con la battaglia della Somme, il monoplano tedesco fu superato dall'entrata in servizio di quattro aerei alleati: il già citato Vickers Gunbus, il Royal Aircraft Factory F.E.2b, l'Airco DH.2 ed il Nieuport 11.
In realtà, tutti questi aerei erano già disponibili in precedenza, ma nel periodo compreso tra il luglio e l'agosto 1916, che Boelcke definì successivamente "i giorni più neri dell'aviazione tedesca" gli Alleati introdussero l'uso di volare in formazioni difensive di cinque aerei, che efficacemente controbatterono i gruppi di quattro normalmente usati dai tedeschi. Il cambiamento delle tattiche aeree mise in pratica fine al periodo del "flagello Fokker", che fu simbolicamente chiuso dall'abbattimento di Max Immelmann il 18 giugno 1916.
L'autunno del 1916 vide la comparsa sui fronti operativi di una serie di aeroplani che avrebbero ulteriormente spostato in favore degli Alleati il bilancio di forze della guerra aerea. L'entrata in servizio del Sopwith Pup inglese e dello SPAD S.VII francese mise in campo avversari temibili per i tedeschi Albatros D.I e D.II.
Nonostante il breve dominio alleato, un nuovo cambio di regime della guerra aerea fu segnato dalla morte di Boelcke in una collisione con un altro aereo pilotato da Erwin Böhme il 28 ottobre 1916, e dalla salita agli onori delle cronache di un suo protetto, il barone Manfred von Richthofen. Il giovane pilota abbatté in combattimento l'asso inglese Lanoe Hawker, e per celebrare la vittoria, dipinse il suo Albatros interamente di rosso, dando così inizio alla leggenda del "Barone Rosso".

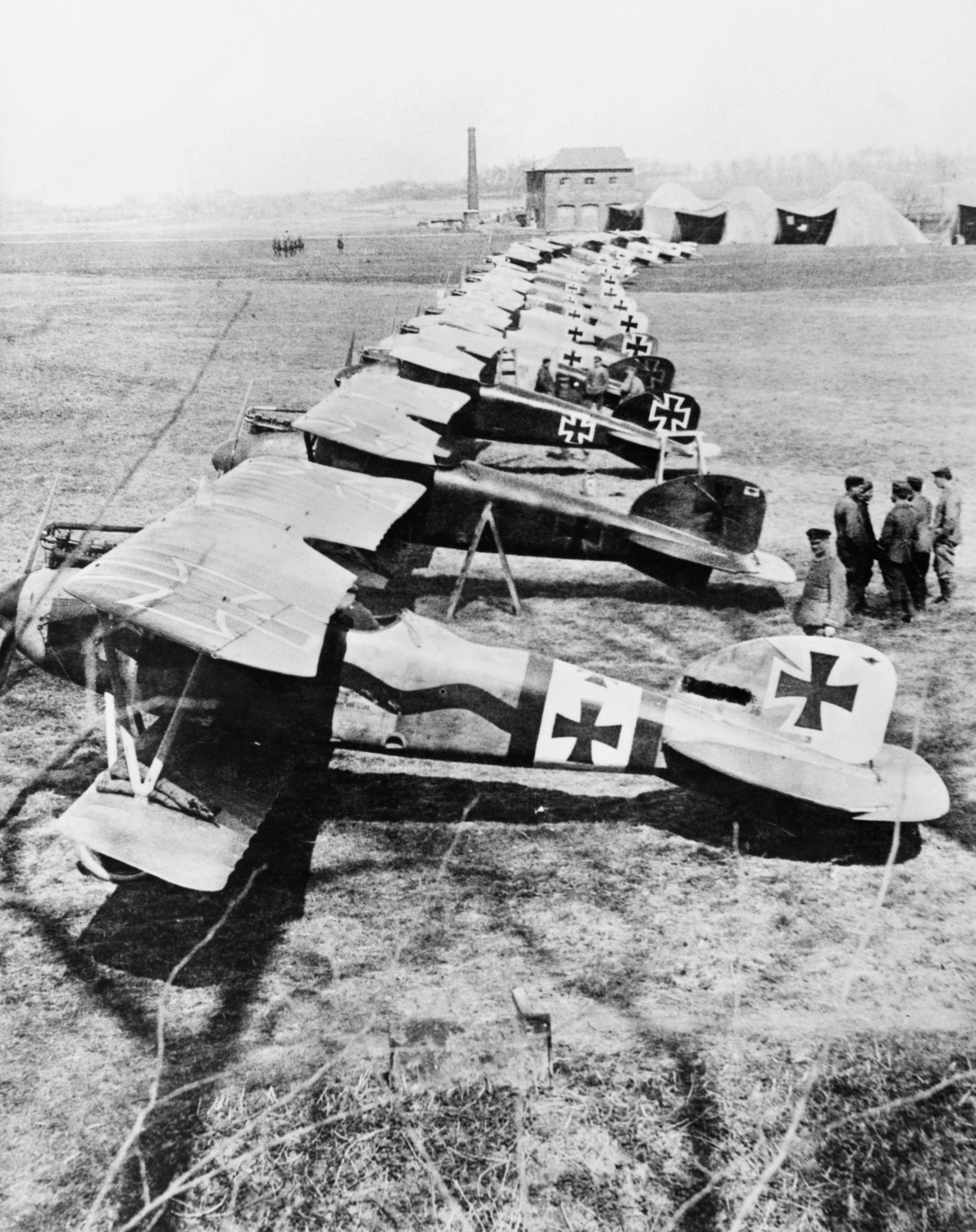
Gli Albatros D.III dello Jagdstaffel 11 a Douai, Francia.

In riconoscimento delle sue capacità, gli fu affidato il comando del Jagdstaffel 11 (Jasta 11), in tempo per vederlo riequipaggiato con i nuovi Albatros D.III, caccia ad ala bassa ispirati al Nieuport Bebé. La combinazione dei nuovi aerei con il nuovo leader fu particolarmente letale per gli Alleati, e riportò il controllo della guerra aerea in mano tedesca. Nel mese di aprile 1917 (noto come Bloody April), le perdite Alleate ad opera del Jasta 11 ammontarono a 80 apparecchi, 21 dei quali furono abbattuti personalmente da Richtofen.
La superiorità tedesca durante il mese di aprile iniziò a vacillare quando venne introdotto sulla linea del fronte il Sopwith Triplane inglese, le cui prestazioni in termini di velocità e quota di tangenza pratica erano nettamente superiori rispetto a quelle degli Albatros D.III e D.V tedeschi. Come già in altre occasioni, tuttavia, questa superiorità fu di breve durata. La cattura di un triplano Sopwith della 1ª Squadriglia RNAS da parte delle truppe tedesche, consentì all'Ispettorato tedesco di richiedere a Pfalz-Flugzeugwerke, Siemens-Schuckert e Fokker di sviluppare qualcosa di simile. Il risultato di questo sforzo ingegneristico da parte tedesca fu la realizzazione del Fokker Dr.I, forse il più noto aereo del conflitto per essere stato il preferito del Barone Rosso.
Gli straordinari risultati ottenuti durante il Bloody April spinsero l'Alto Comando tedesco ad affidare a Richtofen uno stormo da caccia composto da quattro squadriglie, lo Jagdeschwader I (JG I), per il quale egli reclutò i migliori piloti disponibili. Lo stormo, che veniva mosso sulla linea del fronte a seconda delle necessità, si guadagnò presto il nome di "Circo Volante" per l'abitudine dei suoi piloti di dipingere gli aerei con colori vivaci, ad imitazione del loro leader carismatico; e per la particolare manovra di attacco adottata, che prevedeva che gli aerei dello Jasta volassero in cerchio in attesa di partire all'assalto.

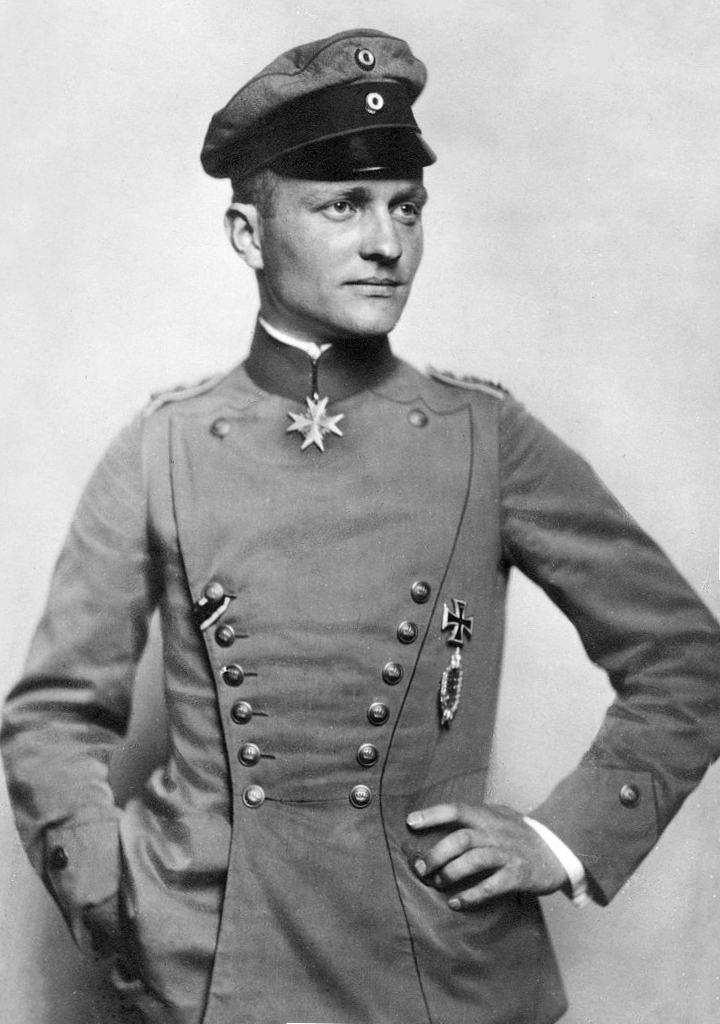
Manfred von Richthofen, il più grande asso della prima guerra mondiale

La grande influenza di Richtofen fu anche alla base del cambiamento definitivo delle tattiche d'uso dell'aviazione da parte delle forze armate tedesche. Assegnato alla IV Armata, e posto sotto la direzione del capitano d'aviazione Otto Bufe, venne presto in contrasto con quest'ultimo per le divergenze sull'uso degli stormi da caccia. Bufe infatti era tra coloro che sostenevano un uso dell'aviazione come mero strumento tattico al servizio della fanteria, e come tale ne richiedeva la presenza in aria a determinate ore pre-programmate in funzione di forza di sbarramento. Richtofen sostenne al contrario in una sua lettera a Fritz von Falkenhayn (figlio del generale Erich von Falkenhayn, capo di Stato Maggiore tedesco) la necessità di lasciare agli stormi da caccia la maggiore indipendenza possibile, in modo da garantirne l'imprevedibilità e l'efficacia nell'abbattimento di un alto numero di aerei nemici. Nella stessa lettera lamentò inoltre che di fronte all'introduzione da parte Alleata dei Sopwith triplano e dei Sopwith Camel, tra gli altri, l'inferiorità degli Albatros D.III e D.V era diventata evidente ed era alla base della perdita di numerosi validi piloti. Più avanti lamentò inoltre che il regime di monopolio dei fabbricanti degli Albatros fosse alla base della rallentata introduzione di aerei più validi come i Fokker
L'introduzione sul fronte di guerra del Sopwith Triplane produsse un nuovo cambio nella supremazia aerea, il cui peso si spostò a favore della RNAS. Così come il JG I era emerso come unità d'élite da parte tedesca, sull'altro fronte si verificò presto l'affermazione dello stormo "Black Flight" canadese, guidato dall'asso Raymond Collishaw. Oltre ad avere similitudini estetiche (il Black Flight era così denominato perché i suoi piloti dipingevano gli aerei completamente di nero), la formazione canadese si dimostrò presto comparabile al JG I in quanto a capacità distruttiva. Nei soli mesi di giugno e luglio 1917 i piloti di Collishaw abbatterono almeno 86 aerei avversari, perdendone solo tre, di cui due abbattuti dalla contraerea.
L'evidente condizione di inferiorità in cui l'aviazione tedesca era caduta spinse Richtofen ad esercitare tutta la propria influenza per ottenere nei nuovi caccia che potessero competere efficacemente con il Sopwith Triplane.
Il risultato dello sforzo industriale tedesco fu una serie di nuovi modelli, tra cui emerse il Fokker Dr.I, che nelle parole dello stesso Richtofen era "manovrabile come il diavolo e si arrampica come una scimmia".
All'introduzione del Dr.I, tuttavia, non corrispose un nuovo cambio nella supremazia nei cieli, dato che nello stesso periodo al Sopwith Triplane vennero sostituiti il Royal Aircraft Factory S.E.5a e il Sopwith Camel, mentre i francesi introdussero lo SPAD S.XIII, un'eccellente evoluzione dello SPAD S.VII. Le maggiori novità tecnologiche dei nuovi aerei erano l'introduzione di un motore lineare nell'SE5a, il che cancellò i problemi di torsione connessi all'uso del motore rotativo, a tutto vantaggio della facilità di pilotaggio; e lo spostamento della maggior parte del peso strutturale nella porzione anteriore nel caso del Sopwith Camel, il che ne aumentò considerevolmente la manovrabilità.

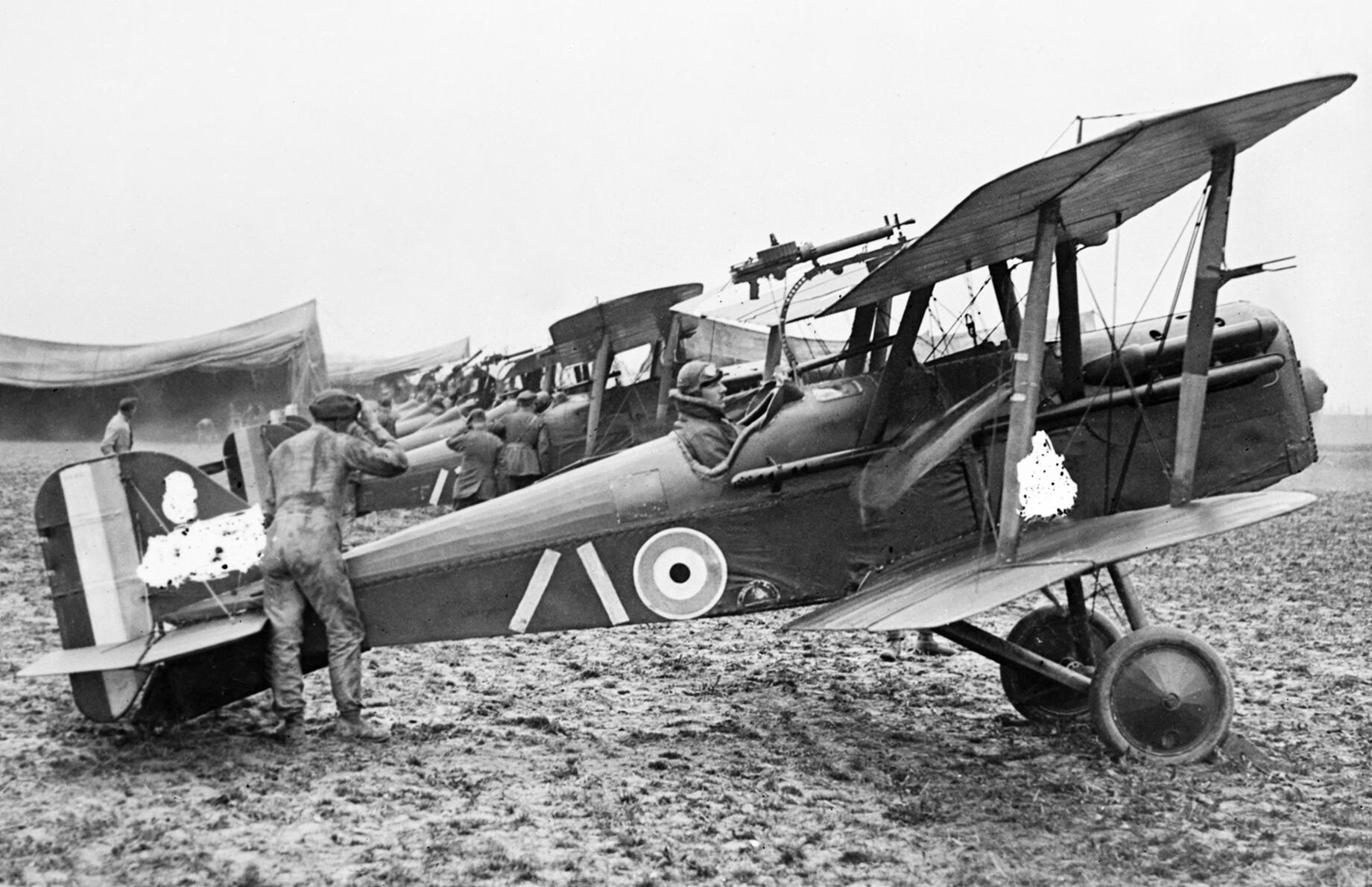
Uno schieramento di Royal Aircraft Factory S.E.5a pronti al decollo

Gli scontri tra i nuovi aerei Alleati e tedeschi produssero perdite da ambo i lati. Il comandante dello Jasta 11, Kurt Wolff, fu abbattuto il 15 settembre da un Sopwith Camel del Black Flight mentre pilotava un Fokker F.I, il prototipo del Dr.I, originariamente assegnato a Voss. Lo stesso Voss fu abbattuto a fine mese mentre combatteva da solo contro sette SE5a.
Il Dr.I, tuttavia, aveva in qualche modo riportato le forze in equilibrio, e la situazione rimase invariata fino a quando, nell'ottobre 1917, diversi esemplari andarono in pezzi a mezz'aria. Fu diagnosticato che le cellule risentivano fortemente dello stress del combattimento aereo, e dunque i Dr.I furono messi a terra fino all'inizio del 1918, quando una versione rinforzata fu consegnata agli stormi da combattimento. Il ritorno del Dr.I sulla linea del fronte non servì tuttavia a riportare la superiorità aerea in mani tedesche. L'assenza del caccia aveva reso possibile agli Alleati l'introduzione di grandi numeri di Camel, SE5a e SPAD, il che rese fortemente ineguale la lotta. Come la morte di Max Immelmann aveva virtualmente chiuso l'era del "flagello Fokker", così le speranze tedesche di vittoria nei cieli caddero simbolicamente con Richtofen, che il 21 aprile 1918 precipitò ai comandi di un Dr.I per cause tuttora controverse
Neanche l'introduzione del Fokker D.VII, che aveva molte caratteristiche che lo rendevano superiore agli avversari, servì a risolvere la situazione. I D.VII furono prodotti in quantità relativamente scarse, dato che l'industria tedesca cominciava a soffrire della mancanza di materie prime, e non ebbero l'impatto sul conflitto che sarebbe stato possibile con numeri più alti. L'eccezionalità di quest'aereo è comprovata dal fatto che l'armistizio concluso tra gli Alleati e l'Impero tedesco comprese clausole specifiche riguardanti il D.VII, di cui i vincitori avrebbero dovuto acquisire tutti gli esemplari e gli impianti di costruzione. Le attese degli Alleati furono però deluse dallo spirito d'iniziativa di Antony Fokker, che smontò rapidamente gli impianti, nascondendoli nelle fattorie dei dintorni e riportandoli di nascosto nei natii Paesi Bassi, dove i D.VII furono prodotti per buona parte degli anni venti.

### Bombardamento

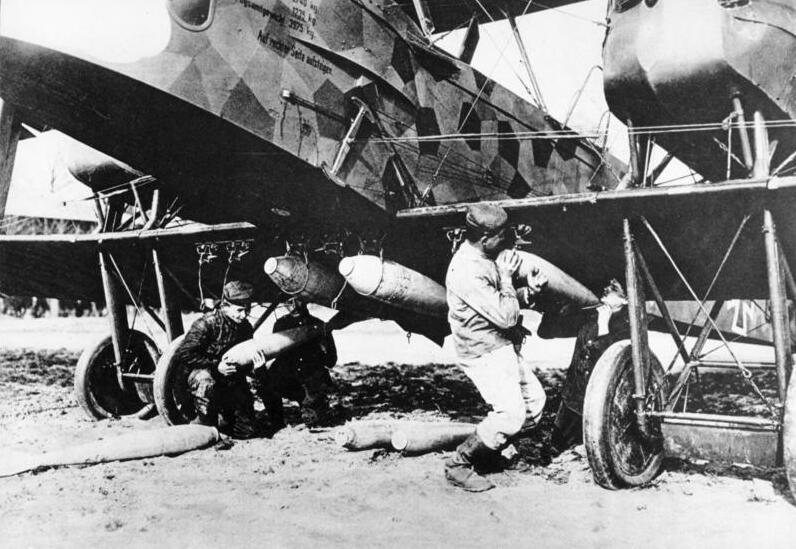
Installazione di bombe a bordo di un bombardiere tedesco Gotha G.V.

Nonostante i caccia e i loro piloti fossero oggetto di grande attenzione e considerazione presso il grande pubblico, anche grazie alle robuste campagne propagandistiche effettuate dai diversi paesi a mezzo stampa, il loro ruolo nella guerra fu essenzialmente difensivo.
Come teorizzato dall'italiano Dohuet e dagli statunitensi Billy Mitchell e Hugh Trenchard prima del conflitto, i bombardieri furono invece lo strumento bellico che esercitò un peso effettivo sulle sorti della guerra. Il nuovo mezzo aereo consentì il cambio del paradigma in vigore fino a quel momento, che vedeva gli eserciti confrontarsi sulla linea del fronte, mentre il territorio dietro le linee continuava a vivere un'esistenza pressoché normale. L'avvento dei bombardieri, e della loro capacità di colpire obiettivi posti molti chilometri dietro le linee nemiche, consentì per la prima volta di coinvolgere la popolazione civile nei combattimenti, e di fiaccarne gli sforzi a supporto dei combattenti sul fronte.
La differenza tra i bombardieri ed i caccia fu evidente anche se considerata dal punto di vista dello sviluppo tecnologico. Mentre la pressione costante esercitata dalle condizioni di combattimento rendeva spesso obsolescenti i caccia nel giro di pochi mesi, non così fu per i bombardieri, il cui tasso di sviluppo fu notevolmente minore sia in termini numerici sia qualitativi.
Fu di questo periodo anche lo sviluppo delle due dottrine del bombardamento strategico e tattico, diretta l'una a fiaccare le capacità produttive dell'industria bellica nemica ed il morale di quanti vi lavoravano; l'altra a supportare con operazioni mirate alla distruzione di obiettivi specifici quali postazioni di artiglieria, snodi ferroviari e simili, le strategie delle forze di terra.
Colpire obiettivi civili e centri abitati fu una pratica inizialmente adottata con estrema riluttanza da parte delle massime autorità dei diversi paesi. Paradigmatico è l'esempio del Kaiser Guglielmo II di Germania, che solo nel maggio 1915, dopo notevoli pressioni da parte dei suoi comandanti militari acconsentì a che si colpisse l'abitato di Londra, facendo tuttavia salvi i monumenti storici. Il primo bombardamento deliberato di civili della storia avvenne il 19 gennaio 1915, quando gli Zeppelin tedeschi L3 ed L4 bombardarono le città inglesi di Great Yarmouth e King's Lynn, facendo più di 20 vittime.
Come accennato in precedenza, i primi tentativi di utilizzare il mezzo aereo in funzione di bombardiere risalivano alla guerra italo-turca, ed erano sostanzialmente stati pochi e mal congegnati esperimenti. La prima guerra mondiale trovò invece inizialmente nei dirigibili l'arma aerea offensiva ideale per portare carichi relativamente grandi di esplosivi a grandi distanze.
Le forze armate tedesche, ed in particolare la Marina, furono le maggiori utilizzatrici di questi mezzi, avendo a disposizione due fabbriche specializzate: la Schütte-Lanz, e quella che divenne tanto nota che il suo nome fu adottato come sinonimo di dirigibile, la Zeppelin.

## Le aeronautiche in guerra

### Regno d'Italia
Allo scoppio delle ostilità, avvenuto il 23 maggio 1915, l'Italia era in possesso di circa 150 aerei, 91 piloti, 20 osservatori e 20 allievi piloti. Dato lo stato primitivo dell'industria aeronautica in Italia, furono presto acquistati numerosi aerei esteri, per lo più francesi. Tuttavia, allo stesso tempo fu dato forte impulso alla creazione di un apparato industriale che potesse garantire una consistente produzione di aeromobili su scala locale.
Da un punto di vista tattico, l'aviazione italiana aveva il problema di dover superare le Alpi per portare un attacco in territorio nemico. Allo stesso tempo, molte delle aree che ricadevano nel raggio di azione dei propri aerei erano territori che l'Italia sperava di acquistare in seguito al conflitto, e quindi aveva poco senso bombardarle. In risposta alla necessità di effettuare missioni di bombardamento a lungo raggio, fu dato impulso alla costruzione di un totale di 75 dirigibili. Essi, tuttavia, non raggiunsero risultati comparabili a quelli ottenuti dalle aeronavi tedesche nei confronti del Regno Unito.
Il maggiore progresso ottenuto dall'aviazione italiana nel corso del primo conflitto mondiale, fu dovuto all'iniziativa di Giulio Douhet ed alla sua relazione con Gianni Caproni. Pur non avendo l'autorità per farlo, Douhet autorizzò quest'ultimo a costruire per l'aeronautica italiana dei bombardieri trimotori. Quando la cosa arrivò all'attenzione dei suoi superiori, Douhet si vide rimosso dalla propria funzione, e spedito a prestare servizio nel Regio Esercito. Successivamente, a causa di alcuni suoi scritti divenuti involontariamente pubblici, nell'ambito dei quali criticava l'approccio italiano all'arma aerea, venne deferito alla corte marziale ed imprigionato. Tale periodo di cattività gli diede tuttavia la possibilità di consolidare le proprie idee, e di gettare le basi per il suo famoso libro "Il dominio dell'aria".
Se Douhet aveva pagato duramente la propria iniziativa, di fatto la Regia Aeronautica si trovò provvista degli ottimi bombardieri trimotori Caproni, i quali, a dispetto della bassa potenza individuale dei motori, risultavano utili nel bombardamento tattico e nelle incursioni contro la base navale austriaca di Pola. L'impiego degli aerei in grandi formazioni fino a cinquanta velivoli, numero mai eguagliato da altre aviazioni durante la Prima guerra mondiale, diede la dimostrazione pratica della validità delle teorie di Douhet, il quale venne riabilitato anche grazie ai buoni uffici del poeta e pilota Gabriele D'Annunzio. Quest'ultimo gettò le basi, come abbiamo detto, dell'arditismo aviatorio, effettuando una serie di rischiose missioni di ricognizione sull'Adriatico e i famosi raid sull'Austria, finalizzati al lancio di volantini in una vera e propria forma di guerra psicologica.
L'impulso dato da Douhet all'aviazione italiana ebbe come risultato la trasformazione del primitivo apparato produttivo in uno di grandi dimensioni, che consentì all'Italia di terminare il conflitto con 6 488 aerei e 18 840 motori prodotti nel solo 1918. Tale accelerazione continuò anche nel periodo post-bellico, quando la Regia Aeronautica fu oggetto di particolari attenzioni da parte del dittatore Benito Mussolini.

Allo scoppio del conflitto, la Regia Marina aveva già intrapreso da alcuni anni la formazione di una propria aviazione. Partendo da esperienze legate soprattutto ai palloni aerostatici in funzione di ricognizione ed osservazione, si giunse presto alla costituzione di una scuola per piloti d'aereo a Venezia (1913). I piloti usciti da tale scuola fondarono la squadriglia "San Marco", che venne assegnata alla Regia Marina ed equipaggiata con otto idrovolanti di diverso tipo.
Velivoli utilizzati dal Regno d'Italia nella prima guerra mondiale:
- Ansaldo A.1
- Ansaldo S.V.A.
- Caproni Ca.18
- Caproni Ca.20
- Caproni Ca.31
- Caproni Ca.32
- Caproni Ca.33
- Caproni Ca.40
- Caproni Ca.44
- Farman MF 11 Shorthorn (Farman MF 1914)
- Hanriot HD.1
- Macchi M.7
- Nieuport 11
- Nieuport 17
- SPAD S.VII
- SPAD S.XIII

### Regno Unito

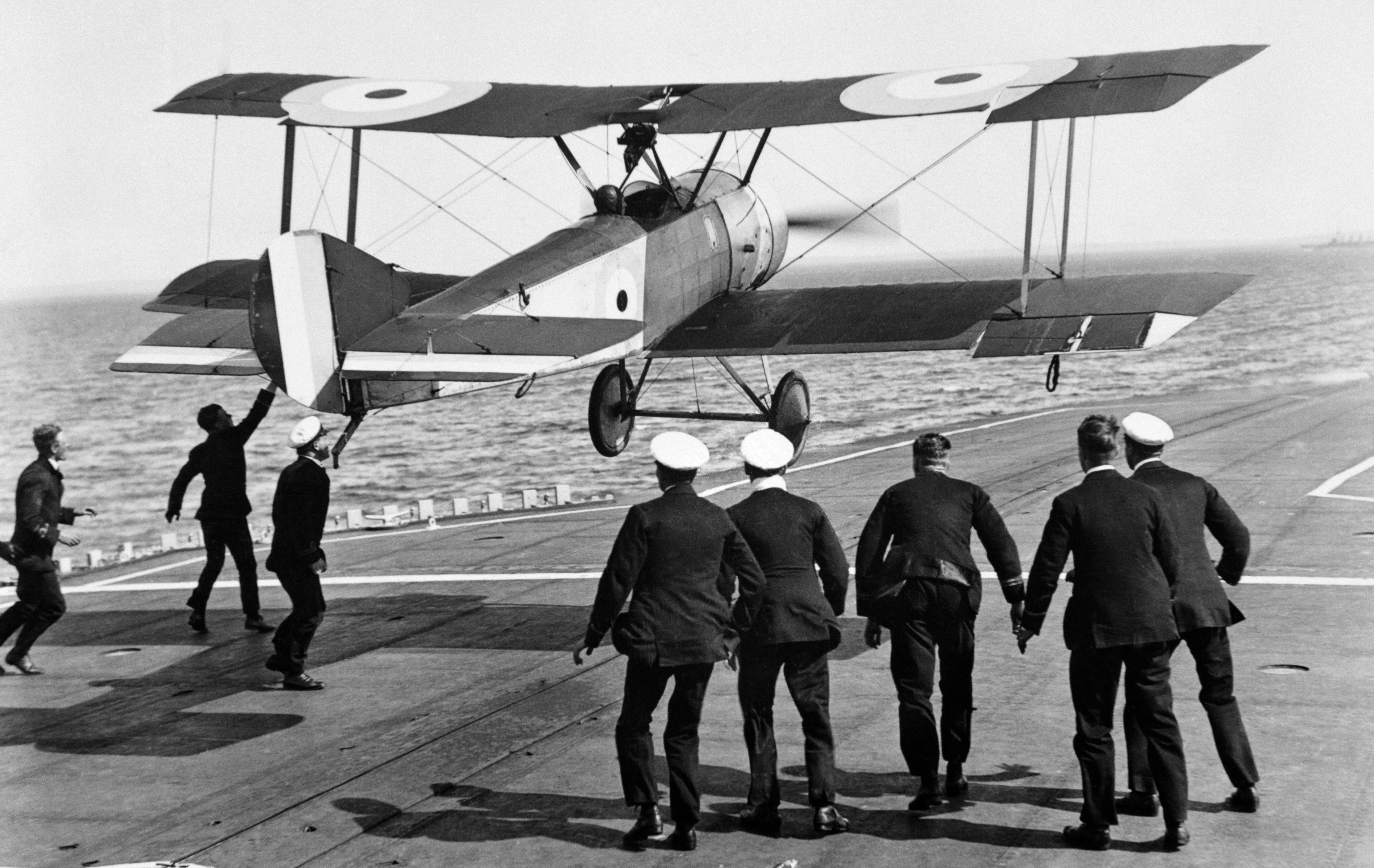
Un Sopwith Pup dell'RNAS tenta di atterrare sul ponte della HMS Furious (1917)

L'aviazione del Regno Unito non ebbe un'origine unitaria, in quanto sia il Royal Army che la Royal Navy svilupparono indipendentemente una componente aerea; la quale aveva compiti, organizzazione e priorità differenti, se non confliggenti. Il Royal Flying Corps (RFC) associato al Royal Army, infatti, aveva come priorità quella di garantire la difesa del territorio nazionale dagli attacchi degli Zeppelin e dei bombardieri Gotha tedeschi; nonché di appoggio alle truppe di terra sui fronti operativi esteri. Il Royal Naval Air Service (RNAS), associato alla Royal Navy, aveva invece compiti di protezione della flotta. I contrasti furono messi a tacere solo verso la fine del conflitto con la formazione della Royal Air Force (RAF) per volontà di Hugh Trenchard, il quale il 1º aprile 1918 unificò sotto un'unica struttura organizzativa indipendente i precedenti equipaggi, aeromobili e risorse di RFC e RNAS.
Velivoli utilizzati dal Regno Unito nella prima guerra mondiale:
- Airco DH.2
- Airco DH.4
- Airco DH.5
- Airco DH.9
- Armstrong Whitworth F.K.3
- Avro 504
- Bristol F2A
- Bristol F2B Scout
- Handley Page Type O
- Martinsyde G.100
- Morane-Saulnier Bullet
- Morane-Saulnier Biplanet
- Morane-Saulnier Parasol
- Nieuport Scout (denominazione alternativa britannica del Nieuport 11)
- Nieuport 17
- Nieuport 23
- Nieuport 27
- Royal Aircraft Factory S.E.5
- Royal Aircraft Factory S.E.5
- Royal Aircraft Factory B.E.2a, B.E.2b, B.E.2c
- Royal Aircraft Factory B.E.12
- Royal Aircraft Factory F.E.2
- Royal Aircraft Factory F.E.8
- Royal Aircraft Factory R.E.7
- Royal Aircraft Factory R.E.8
- Sopwith Camel
- Sopwith Dolphin
- Sopwith Pup
- Sopwith Snipe
- Sopwith 1½ Strutter
- SPAD S.VII
- SPAD S.XIII
- Vickers F.B.5 Gunbus

### Impero Russo

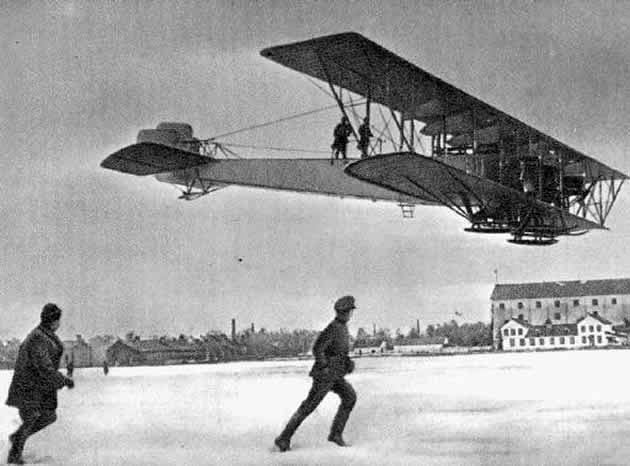
Un Sikorsky Ilya Muromets, bombardiere pesante dell'Impero russo

La Russia entrò nel conflitto con un significativo numero di aeromobili, ma provvista di un'infrastruttura manutentiva e logistica insufficiente a garantirne l'operatività.
La flotta aerea della Russia era costituita sia da aerei realizzati nell'ambito dell'industria nazionale, che acquistati o ottenuti in prestito dalle nazioni alleate. Questi ultimi erano di norma macchine obsolete o vecchie, e quindi inaffidabili o inadatte al contesto bellico. Di contro, alcuni aerei di fabbricazione russa, come il bombardiere quadrimotore Sikorsky Ilya Muromets diedero un contributo notevole al conflitto. Famosi per essere capaci di rientrare alla base anche solo con due motori, i Sikorsky Muromets furono molto amati dagli equipaggi, e conseguirono l'invidiabile risultato di non essere mai stati abbattuti da fuoco nemico. Capaci di trasportare un notevole carico utile, effettuarono circa quattrocento sortite, sganciando un totale di 65 tonnellate di bombe.
Nonostante l'inadeguatezza della propria organizzazione industriale e logistica, l'aviazione russa mantenne circa 135 distaccamenti fino alla sua uscita dal conflitto in seguito alla Rivoluzione d'Ottobre. Nel 1914 conseguì, inoltre, il primato di addestrare la prima donna pilota da combattimento, nella persona della principessa Evgeniyua Shakovskaya. L'asso più titolato dell'aviazione russa durante il primo conflitto mondiale fu Aleksandr Nicolaevich Prokifiev de Severskij, che totalizzò diciassette vittorie. Dopo la guerra, emigrò negli Stati Uniti e divenne un importante fabbricante di aerei (americanizzò il suo nome in Alexander P. de Seversky). Fu anche un importante teorico del potere aereo, e condensò i suoi studi nel volume Victory through Air Power, nel quale riprese e sviluppò alcune delle lezioni di Dohuet.
Velivoli utilizzati dall'Impero Russo nella prima guerra mondiale:
Caccia
- Morane-Saulnier L
- Morane-Saulnier N
- Sikorsky S-20
- Nieuport 10
- Nieuport 11
- Nieuport 17
- Nieuport 24
- Nieuport 27
- SPAD A.2
- SPAD S.VII
- SPAD S.XIII
- Sopwith Camel
- Sopwith Snipe
- Sopwith Triplane

Ricognizione
- Anatra D
- Anatra DS
- Lebed XII
- Lebed XI
- Morane-Saulnier P

Bombardieri
- Sikorsky Ilya Muromets

### Stati Uniti

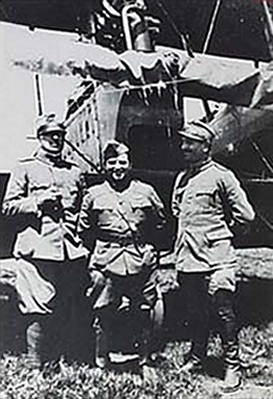
Fiorello La Guardia con due ufficiali italiani davanti ad un Caproni Ca.44

Gli Stati Uniti entrarono in guerra con un apparato aereo e logistico pari praticamente a zero, con la notevole eccezione della fondazione del National Advisory Committee for Aeronautics (NACA) nel marzo 1915. Nonostante la scarsa organizzazione, i piloti USA fecero il loro ingresso nella guerra aerea partecipando, insieme con volontari della Royal Air Force, alla Squadriglia Lafayette. Da tale unità essi si distaccarono il 18 febbraio 1918, dando luogo alla formazione del 103rd Pursuit Squadron.
Nel giugno dello stesso anno giunse sul fronte europeo il 96th Bombardment Squadron, montato su Breguet XIV. Il 14 settembre successivo, immediatamente dopo l'inizio della Battaglia di Saint-Mihiel, questa unità fu inserita nell'ambito del First Day Bombardment Group, insieme all'11th e 20th Bombardment Squadron, montati entrambi su de Havilland DH.4. La battaglia di Saint-Mihiel fu la prima vera dimostrazione delle potenzialità del potere aereo sul campo di battaglia, e vide assurgere a protagonista della nuova filosofia il colonnello Billy Mitchell. Nominato Chief of Air Service, First Army, Mitchell concepì un elaborato piano di battaglia, nel quale coinvolse almeno 1 481 aerei di provenienza non solo statunitense, ma anche inglese, francese ed italiana. Il piano, che prevedeva l'assalto in contemporanea da parte di circa cinquecento aerei contro le truppe nemiche, vide gli Alleati volare un totale di 2 469 sortite, durante le quali si impegnarono in 135 combattimenti aerei e conseguirono 52 vittorie, perdendo quaranta uomini, più altri sedici fatti prigionieri.
Gran parte dello sforzo bellico effettuato dall'aviazione statunitense fu quello di fornire supporto tattico alle forze di terra. Tuttavia, fu effettuato un tentativo per dotare i piloti degli aerei da bombardamento migliori dell'epoca, l'Handley Page O/400 inglese e i Caproni italiani. Il 16 agosto 1917 fu stilato un grandioso piano di produzione, che prevedeva la costruzione negli USA di novemila Caproni. Tale numero, evidentemente sproporzionato rispetto alle reali capacità statunitensi, fu probabilmente dettato sulla base dell'entusiasmo generato dalla notizia che un primo gruppo di settanta piloti statunitensi, tra cui il deputato del Congresso degli Stati Uniti d'America e futuro sindaco 3 volte di New York, il Maggiore dell'American Expeditionary Forces Fiorello La Guardia, era stato ammesso al volo nella 5ª Squadriglia italiana, dopo aver superato il corso presso la scuola di volo di Foggia. Il piano era tuttavia destinato a fallire, soprattutto per le difficoltà causate dalla burocrazia italiana e dallo stesso Gianni Caproni. La Fisher Body Company, che era stata incaricata della costruzione su licenza, riuscì infatti a consegnare solo cinque aerei, che entrarono in servizio il 16 gennaio 1919 e vi rimasero per circa due anni.
Se il tentativo di dotarsi dei famosi bombardieri italiani fu un fallimento, anche quello di costruire gli Handley-Page O/400 non conobbe un successo degno di nota. Originariamente, un totale di cinquecento aerei avrebbero dovuto essere costruiti, attraverso un processo che prevedeva la realizzazione delle parti negli Stati Uniti, e l'assemblaggio in Inghilterra. Solo sette aerei, ed un numero consistente di parti non assemblate, furono in effetti realizzati.

### Austria-Ungheria
Velivoli utilizzati dall'Austria-Ungheria nella prima guerra mondiale:
- Etrich Taube
- Lohner Pfeil
- Fokker A.III
- Hansa-Brandenburg B.I
- Hansa-Brandenburg C.I
- Hansa-Brandenburg D.I
- Aviatik D.I
- Albatros D.III
- Phönix D.I
- Fokker D.VII

### Serbia

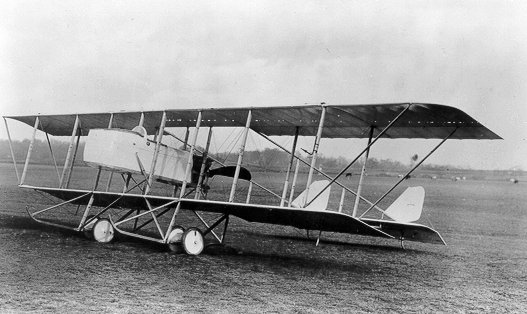
Un Farman MF 11 Shorthorn del tipo che per primo equipaggiò l'aeronautica serba

L'aviazione serba fu una delle aeronautiche minori del primo conflitto mondiale. Di scarsa consistenza numerica (11 velivoli e due palloni da osservazione), operò fin dal 13 agosto 1914 in funzione di forza di ricognizione, con base nei pressi di Valjevo. Pur essendo in pochi, i piloti serbi svolsero un'azione molto efficace, consentendo alle truppe di terra di acquisire un vantaggio strategico nelle battaglie del Cer e di Kolubara.
Le forze serbe furono integrate il 15 marzo 1915 dall'arrivo della squadriglia 99 dell'aeronautica francese, equipaggiata con bombardieri/ricognitori Farman MF 11 Shorthorn. La zona di operazioni della nuova forza fu stabilita sul settore occidentale del fronte (da Smederevo a Loznica), mentre i piloti serbi operarono sulla linea Smederevo-Golubac. Il 30 settembre dello stesso anno, piloti serbi abbatterono il loro primo aereo nemico, mentre erano in volo sulla città di Kragujevac.
La superiorità aerea franco-serba continuò fino all'offensiva di terra scagliata da von Mackensen con il supporto di un centinaio di aerei. Pur superati in numero, i piloti franco-serbi riuscirono ad assicurare un costante flusso di informazioni al comando di terra, consentendo l'ordinato ripiegamento dell'esercito verso l'Adriatico. Successivamente, essi assicurarono il mantenimento dei collegamenti tra le unità in ritirata verso Durazzo e Valona.
Il periodo di collaborazione tra le due aeronautiche cessò a fine dicembre 1915, quando i francesi furono richiamati in patria.

## Gli assi

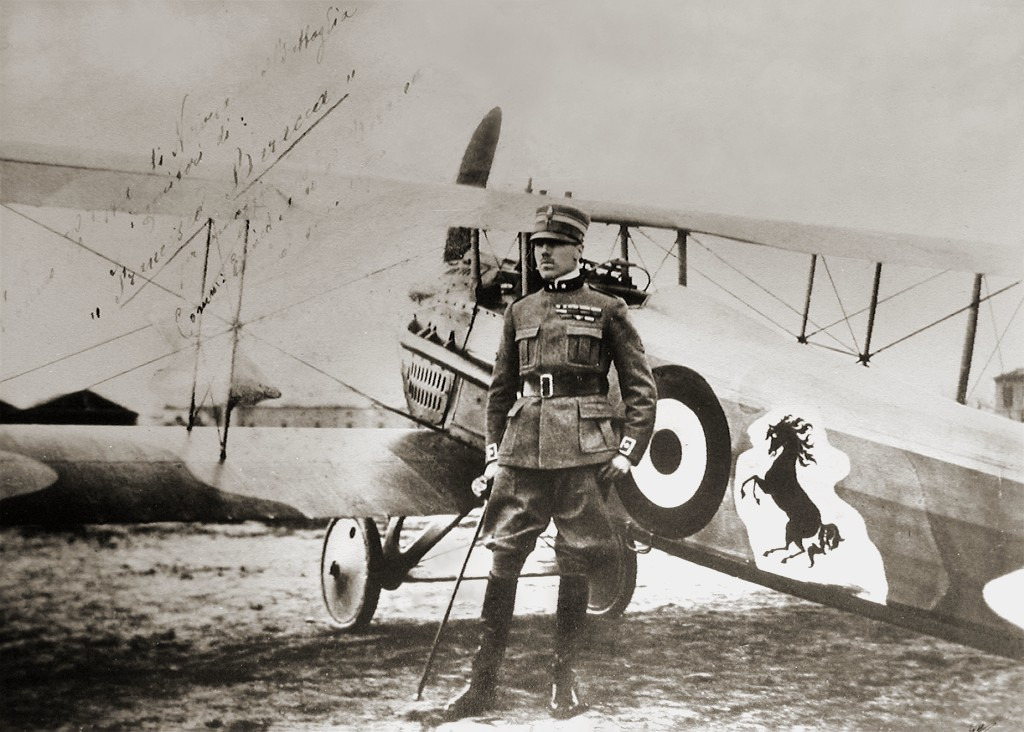
L'asso italiano Francesco Baracca accanto al suo caccia SPAD S.XIII

Il primo conflitto mondiale vide anche la nascita di una nuova figura di combattente, il pilota militare. Egli aveva il privilegio di potersi confrontare con il nemico negli spazi sconfinati del cielo, al di sopra degli orrori della guerra di trincea.
Specie per i piloti da caccia, che combattevano da soli sul proprio apparecchio, cominciò a formarsi una particolare identità ed etica, nettamente distinta da quella dei soldati di terra o di mare. Non a caso, molti dei primi piloti provenivano dai reparti di cavalleria, e ad imitazione dell'antico codice quivi esistente, uniformarono i propri comportamenti in aria agli antichi sentimenti di onore e galanteria. Tali sentimenti furono ampiamente pubblicizzati dalla stampa dei diversi paesi, allo scopo di catalizzare su figure precise l'attenzione dell'opinione pubblica, e servirsene a fini di propaganda.
Tra gli esempi di comportamenti cavallereschi da parte dei piloti, c'era l'abitudine di segnalare alla parte opposta il ritrovamento del cadavere di un pilota nemico, in modo che potesse essere inumato, oppure, come nel caso di Manfred von Richtofen, di provvedere direttamente alle esequie militari, dando comunicazione del luogo dove si trovava la sepoltura. Era inoltre d'uso costringere un pilota nemico in evidente situazione di inferiorità, o che avesse terminato le munizioni e non potesse più difendersi, ad atterrare dietro la propria linea di fronte in modo che potesse essere catturato, piuttosto che abbatterlo.
Tali comportamenti non sopravvisserò però a lungo alla crudezza del conflitto. Lo stesso Barone Rosso, dopo aver rischiato di essere ucciso dal pilota di un aereo che aveva costretto ad atterrare e seguito a terra, prese l'abitudine di continuare a seguire in picchiata gli aerei colpiti, assicurandosi che si schiantassero al suolo; comportamento che fu a lungo interpretato come personale spietatezza e gusto del sangue.
Per la prima volta fu possibile anche per ufficiali e sottufficiali di grado inferiore raggiungere un'ampia notorietà presso l'opinione pubblica della propria nazione, ruolo tradizionalmente riservato ai generali. Specialmente per i cosiddetti "assi" (vale a dire i piloti che raggiungevano un numero minimo di cinque vittorie) si formò rapidamente un vasto consenso di pubblico.
Tra gli esempi più noti, si ricordino i tedeschi Manfred von Richthofen e suo fratello Lothar, Hermann Göring, Ernst Udet, Erich Löwenhardt, Werner Voss, Oswald Boelcke, Max Immelmann; i francesi René Fonck, Georges Guynemer e Charles Nungesser; gli inglesi Edward "Mick" Mannock, James McCudden, Albert Ball, Christopher Draper, Lanoe Hawker, Keith Park; i canadesi Billy Bishop, Raymond Collishaw e William Barker; gli italiani Francesco Baracca e Fulco Ruffo di Calabria.
La figura dell'Asso fu individuata in maniera diversa dai differenti paesi in lotta, ma generalmente l'abbattimento di cinque aerei avversari dava diritto al titolo. Tale performance aveva caratteri di eccezionalità all'inizio del conflitto e fino al 1917, quando la relativamente esigua quantità di aerei operativi sui campi di battaglia rendeva difficile raggiungere tale exploit. Nel 1918 in particolare, invece, la quantità di aerei che si confrontavano nei cieli era di gran lunga superiore. Se questo dava da un lato agli assi consolidati l'opportunità di accrescere il proprio numero di vittorie, ed ai piloti meno esperti di salire rapidamente la scala della popolarità; dall'altro, esponeva tutti i piloti, assi compresi, ad un crescente stress operativo. La probabilità per un asso di essere abbattuto anche da un colpo fortunato di un pilota meno esperto salì proporzionalmente al numero di missioni volate. Di fatto, molti dei piloti di punta, che avevano caratterizzato la prima fase delle ostilità, trovarono la morte durante il 1918. Tra tutti, a parte il famoso caso di Manfred von Richtofen, vanno ricordati James McCudden, Edward Mannock, George McElroy e Robert Little.

### Annotazioni
1. ↑  Ca.3 è anche la designazione di uno dei primi biplani di Giovanni Battista Caproni: vedi Caproni Ca.3.
2. ↑  Il loro leader fu il secondo asso canadese per numero di vittorie (68 aerei abbattuti), e partecipò successivamente alla seconda guerra mondiale come comandante di un Fleet Air Arm Fighter Group.
3. ↑  È tuttora incerto se Richtofen sia stato abbattuto da uno dei piloti canadesi Wilfrid May o Arthur Roy Brown contro cui era impegnato in combattimento; o sia stato colpito da un proiettile proveniente dalle trincee. È invece accertato che il suo aereo atterrò intatto, a riprova del fatto che il pilota fosse cosciente almeno fino al contatto col suolo.
4. ↑  Numero di produzione LZ 23 ed LZ 24, rispettivamente.

### Fonti
1. 1 2  I numeri si riferiscono agli apparecchi posseduti all'inizio del conflitto, mentre quelli tra parentesi indicano l'intera produzione nel periodo bellico.
2. 1 2 3 4 5 6 7 8   The Aircraft of World War I - Statistics.
3. 1 2   Aerei, dirigibili e aviazioni nella Prima Guerra Mondiale.
4. 1 2 3   First World War.com - The War in the Air - Summary of the Air War.
5. ↑   Walter J. Boyne, The influence of air power over history, pag. 62, Barnsley, South Yorkshire, Pen&Sword, 2005, ISBN 978-1-84415-199-8.
6. ↑   1914 prima guerra mondiale: la guerra lampo e l'inizio della prima guerra mondiale (archiviato dall'url originale il 27 ottobre 2011).
7. ↑  Fred C. Kelly (1989) The Wright brothers: a biography. Dover Publications.
8. 1 2 3  (EN) WEBRING, su webring.com, 6 novembre 2020. URL consultato il 24 agosto 2022.
9. ↑   Il portale dell'Aeronautica Militare - S.I.T. Blériot XI-2.
10. ↑   The Genesis of Aerial Reconnaissance on the Western Front in the Great War (archiviato dall'url originale il 14 marzo 2011).
11. 1 2  Peter Kilduff (1994) Il Barone Rosso – La vita e le imprese di Manfred von Richtofen. Oscar Storia Mondadori.
12. ↑  O'Connor, Mike. Airfields & Airmen – Ypres. Pen & Sword books, 2001. ISBN 0-85052-753-8.
13. ↑   World War I Aircraft By Year.
14. ↑  Herris and Pearson, Aircraft of World War I, 1914-1918 (London, Amber, 2010), p. 29.
15. ↑  Cheesman, E.F. (ed.), 1960. p.12.
16. ↑  Fitzsimons, Bernard, ed. The Twentieth Century Encyclopedia of Weapons and Warfare (London: Phoebus, 1978), Volume 1, "Albatros D", p.65.
17. ↑  Johnson in History of Air Fighting blames Trenchard for not changing his approach despite the prohibitive casualties.
18. ↑  Terraine, 1982 p. 277.
19. ↑  Gray & Theyford, 1970 pp. xv-xxvii.
20. ↑  Terraine, 1982 p.282.
21. ↑  Terraine, 1982 p.287.
22. ↑  Harris & Pearson, 2010 p.180.
23. 1 2 3 4 5 6 7 8 9 10 11   A. D. Harvey, Bombing and the Air War on the Italian Front, 1915-1918 [collegamento interrotto], in Air Power History, 47, no. 3, 2000. Accesso condizionato via Questia.
24. ↑   Vincenzo Grienti (2014) l'aviazione italiana e la prima guerra mondiale - intervista al gen. Basilio Di Martino. In Storia n. 74, febbraio 2014. Accesso il 10 giugno 2014.
25. ↑   Stefano Gambarotto, Enzo Raffaelli, Steno Zanandrea, Fuoco dal cielo, I bombardamenti aerei sulle città del Veneto e i danni al patrimoni artistico 1915-1918, a cura di Renato Callegari, Treviso, ISTRIT, 2008.
26. ↑  I Reparti dell'aviazione italiana nella Grande Guerra, AM Ufficio Storico - Roberto Gentilli e Paolo Varriale, 1999
27. ↑   Fighter Timeline.
28. 1 2   First World War.com - The War in the Air - Fighters: Early Experimentation.
29. ↑   Italian Aces of WW1 - Francesco Baracca.
30. ↑   La Prima Guerra Mondiale - Gli uomini e le macchine (archiviato dall'url originale il 31 luglio 2012).
31. ↑   From Dorset Yeoman to Distinguished Airman - The Story of Wing Commander Louis Strange, D.S.O., O.B.E., M.C., D.F.C.* - The Keep Military Museum, Dorchester, Dorset (archiviato dall'url originale il 23 luglio 2011).
32. 1 2   Walter J. Boyne, The influence of air power over history, pag. 77, Barnsley, South Yorkshire, Pen&Sword, 2005, ISBN 978-1-84415-199-8.
33. ↑  Roland Garros riuscì a fuggire dalla prigionia all'inizio del 1918, per poi rimanere ucciso ai comandi del suo SPAD solo un mese prima dell'armistizio dell'11 novembre 1918.
34. ↑   First World War.com - The War in the Air - Fighters: The Fokker Scourge.
35. 1 2  Frantz Immelmann (2009) Immelmann the eagle of Lille, Casemate. ISBN 1-932033-98-X.
36. ↑  Johannes Werner (2009) Knight of Germany: Oswald Boelcke German Ace, Casemate. ISBN 1-935149-11-3.
37. ↑   Walter J. Boyne, The influence of air power over history, pag. 80, Barnsley, South Yorkshire, Pen&Sword, 2005, ISBN 978-1-84415-199-8.
38. ↑   Walter J. Boyne, The influence of air power over history, pag. 79, Barnsley, South Yorkshire, Pen&Sword, 2005, ISBN 978-1-84415-199-8.
39. ↑   Oswald Boelcke.
40. ↑  Manfred von Richthofen (1975) Io sono il Barone Rosso. Longanesi, Milano.
41. ↑  Peter Hart (2005) Bloody April: Slaughter Over The Skies In Arras, 1917. George Weidenfeld & Nicholson. ISBN 0-297-84621-3.
42. 1 2  Greg Vanwyngarden, Harry Dempsey (2004) 'Richthofen's Circus': Jagdgeschwader Nr 1. Osprey Publishing. ISBN 1-84176-726-3.
43. ↑  Peter Kilduff (1994) Il Barone Rosso – La vita e le imprese di Manfred von Richtofen. Oscar Storia Mondadori, pag. 107.
44. ↑  Grosz e Ferko (1978) The Fokker Dr.I: a reappraisal, p. 10. Citato in: Peter Kilduff (1994) Il Barone Rosso – La vita e le imprese di Manfred von Richtofen. Oscar Storia Mondadori, pag. 128.
45. ↑  Peter Kilduff (1994) Il Barone Rosso – La vita e le imprese di Manfred von Richtofen. Oscar Storia Mondadori, pag. 128.
46. ↑  Alex Imrie (1992) The Fokker triplane. Citato in: Peter Kilduff (1994) Il Barone Rosso – La vita e le imprese di Manfred von Richtofen. Oscar Storia Mondadori, pag. 128.
47. ↑  Peter Kilduff (1994) Il Barone Rosso – La vita e le imprese di Manfred von Richthofen. Oscar Storia Mondadori, pag. 139.
48. ↑   La Grande Guerra.
49. ↑  Manfred von Richtofen, lettera privata a Fritz von Falkenhayn. Citata in: Peter Kilduff (1994) Il Barone Rosso – La vita e le imprese di Manfred von Richtofen. Oscar Storia Mondadori, pag. 147-148.
50. ↑  Peter Kilduff (1994) Il Barone Rosso – La vita e le imprese di Manfred von Richtofen. Oscar Storia Mondadori, pag. 148.
51. ↑  Peter Hart (2007) Aces falling - War above the trenches, 1918, pag. 1. Phoenix, London. ISBN 978-0-7538-2407-8.
52. ↑  Maurer Maurer, The U.S. Air Service in World War I, Volume II: Early Concepts of Military Aviation. OFFICE OF AIR FORCE HISTORY WASHINGTON D C. http://books.google.it/books?id=vJHDPzZ9L-oC&pg=PR9&dq=world+war+1+aviation&hl=it&ei=1tsVTpjtJoSb8QPPsr0h&sa=X&oi=book_result&ct=result&resnum=1&ved=0CC0Q6AEwAA#v=onepage&q=world%20war%201%20aviation&f=false.
53. ↑  Lee Kennett (1999) The First Air War: 1914-1918, pag. 57. Simon & Schuster, New York ISBN 0-684-87120-3.
54. 1 2   Walter J. Boyne, The influence of air power over history, pag. 93, Barnsley, South Yorkshire, Pen&Sword, 2005, ISBN 978-1-84415-199-8.
55. ↑   Walter J. Boyne, The influence of air power over history, pag. 94, Barnsley, South Yorkshire, Pen&Sword, 2005, ISBN 978-1-84415-199-8.
56. ↑   Walter J. Boyne, The influence of air power over history, pag. 94-95, Barnsley, South Yorkshire, Pen&Sword, 2005, ISBN 978-1-84415-199-8.
57. ↑  Ian Philpott (2005)The Royal Air Force - An encyclopedia of inter-war years, Vol. 1. ISBN 978-1-84415-154-7.
58. ↑   Walter J. Boyne, The influence of air power over history, pag. 95-96, Barnsley, South Yorkshire, Pen&Sword, 2005, ISBN 978-1-84415-199-8.
59. ↑   Walter J. Boyne, The influence of air power over history, pag. 95, Barnsley, South Yorkshire, Pen&Sword, 2005, ISBN 978-1-84415-199-8.
60. 1 2   Walter J. Boyne, The influence of air power over history, pag. 96, Barnsley, South Yorkshire, Pen&Sword, 2005, ISBN 978-1-84415-199-8.
61. ↑  Tale struttura sarebbe stato il nucleo fondativo, molti anni dopo, della NASA.
62. 1 2   Walter J. Boyne, The influence of air power over history, pag. 97, Barnsley, South Yorkshire, Pen&Sword, 2005, ISBN 978-1-84415-199-8.
63. 1 2   Walter J. Boyne, The influence of air power over history, pag. 98, Barnsley, South Yorkshire, Pen&Sword, 2005, ISBN 978-1-84415-199-8.
64. ↑  Peter Hart (2007) Aces falling - War above the trenches, 1918, pag. 1-3. Phoenix, London. ISBN 978-0-7538-2407-8.
65. ↑  Manfred von Richtofen - Io sono il Barone Rosso. Longanesi, Milano, 1975.
66. ↑  Ernst Udet : Ma Vie et Mes Vols, "L'Aventure Vécue", Flammarion, Tradotto dal tedesco da Jacques Marc, prefazione di René Chambe, 201pp, 1955.
67. ↑  Shores, Christopher, Air Aces. Greenwich, CT, Bison Books, 1983. ISBN 0-86124-104-5.
68. ↑  Shores, Christopher, Air Aces , Greenwich, CT, Bison Books, 1983. ISBN 0-86124-104-5.
69. ↑  Peter Hart (2007) Aces falling - War above the trenches, 1918, pag. 5-6. Phoenix, London. ISBN 978-0-7538-2407-8.